# Ty Cobb
Tyrus Raymond "Ty" Cobb, född den 18 december 1886 i Narrows i Georgia, död den 17 juli 1961 i Atlanta i Georgia, var en amerikansk professionell basebollspelare som spelade 24 säsonger i Major League Baseball (MLB) 1905–1928. Cobb var outfielder, främst centerfielder. Han var även spelande tränare under sex säsonger 1921–1926.
Cobb, som hade smeknamnet The Georgia Peach, spelade under de första 22 säsongerna av karriären för Detroit Tigers, där han även var spelande tränare under de sista sex säsongerna. Han avslutade karriären med två säsonger för Philadelphia Athletics.
Cobb anses av många ha varit bland de bästa spelarna i MLB någonsin. Hans storhetstid inföll under en period i MLB:s historia som kallas the dead-ball era (1901–1919), vilken kännetecknades av få homeruns och över huvud taget få poäng under matcherna. Han saknade inte förmåga att slå långa slag; bland annat hade han högst slugging % i American League under åtta olika säsonger och flest homeruns under en säsong (det räckte dock med bara nio den säsongen). Han föredrog emellertid den spelstil som dominerade under perioden och visade förakt för homerun-slagmän som Babe Ruth under the live-ball era, vilken inträdde med början 1920.
Cobbs heta temperament, aggressiva spelstil och extrema vinnarskalle gjorde honom impopulär bland motståndarna och deras supportrar (och en del medspelare), men de flesta historierna om honom har visat sig vara överdrivna eller rentav påhittade, däribland att han vässade dobbarna på sina skor för att skada motståndare och att han var en rasist.
Cobb satte under sin karriär en stor mängd rekord. Han hade högst slaggenomsnitt i American League under tolv olika säsonger (eller elva; det är omtvistat vem som hade högst slaggenomsnitt 1910, se nedan) och flest hits under åtta olika säsonger (det senare rekordet har tangerats av Willard Brown i Negro leagues). Under hela 23 olika säsonger, som dessutom kom i en följd, hade han ett slaggenomsnitt på minst 0,300, fyra fler än någon annan, och han tangerade rekordet för flest säsonger med ett slaggenomsnitt på minst 0,400 med tre, vilket även har tangerats efter honom. När han lade av efter 1928 års säsong var han etta genom tiderna i MLB i bland annat hits (4 191 eller 4 189 beroende på källa), poäng (2 246 eller 2 245 beroende på källa) och total bases (5 859 eller 5 854 beroende på källa), rekord som först långt senare överträffades, och han är fortfarande (2024) tvåa i hits efter Pete Roses 4 256 och i poäng efter Rickey Hendersons 2 295. Hans mest kända rekord var kanske ändå det i slaggenomsnitt under karriären (0,367 eller 0,366 beroende på källa), som gällde fram till dess att statistik från Negro leagues införlivades med MLB:s statistik 2024, då Josh Gibson övertog rekordet med ett slaggenomsnitt på 0,372 (senare ändrat till 0,371). Cobb dominerade inte bara med sitt slagträ utan var även en snabb och orädd löpare ute på bas, där han under karriären stal 892 (eller 897) baser, fortfarande (2024) fjärde flest i MLB:s historia. I det defensiva spelet som outfielder var han inte lika framstående, men fortfarande ansedd som utmärkt av många. Han innehar, mycket tack vare sin långa karriär, det mindre smickrande rekordet i American League i antal errors under karriären med 271.
Cobb vann Chalmers Award 1911, en föregångare till MVP Award. Han valdes 1936, som en av de första fem spelarna någonsin, in i National Baseball Hall of Fame. Han fick flest röster av de fem, fler än bland andra Babe Ruth. Hans röstandel på 98,2 % gällde som rekord ända fram till 1992, då Tom Seaver fick 98,8 % av rösterna. Eftersom Cobb spelade utan tröjnummer på dräkten har Tigers inte kunnat pensionera hans tröjnummer, men i stället är hans efternamn uppsatt på klubbens hemmaarena på samma plats som namnen och numren på de spelare som fått sina tröjnummer pensionerade.

## Uppväxt

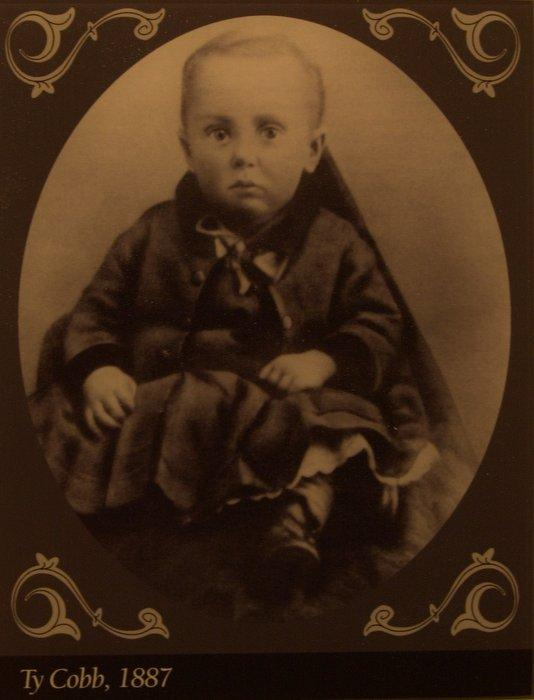
Cobb som bebis 1887.

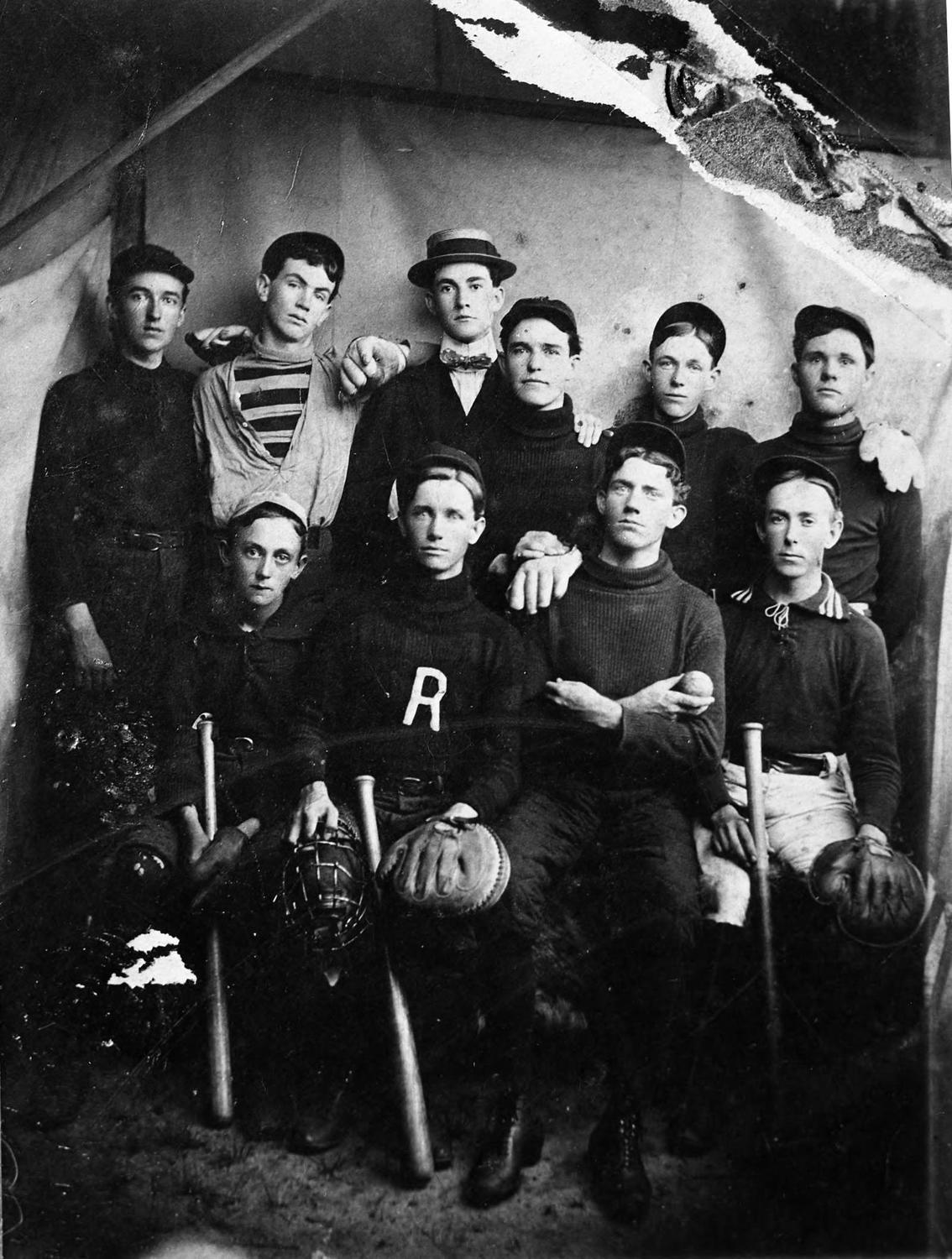
En ung Cobb (längst till vänster i främre raden) när han spelade i hemstaden Royston.

Cobb föddes 1886 i ett litet lantligt samhälle kallat Narrows eller The Narrows i Banks County i nordöstra Georgia. Hans far William Herschel Cobb (1863–1905) var en välutbildad man som arbetade som lärare och tidningsredaktör. Han var även under en tid delstatssenator. Cobbs mor Amanda Chitwood Cobb (1871–1936) kom från en fin familj och var bara 15 år när han föddes. Han fick senare två småsyskon, lillebrodern Paul (1889–1964) och lillasystern Florence (1892–1944).
När Cobb var barn flyttade familjen till närbelägna Royston, där han växte upp. Redan i unga år blev han intresserad av baseboll och började spela för en lokal klubb i Royston. Han visade sig vara duktig och började drömma om en karriär inom sporten, till hans fars stora förtret. Fadern ville att han skulle skaffa sig en utbildning, men gick till slut motvilligt med på att han skulle få pröva lyckan som basebollproffs. Faderns varning blev sedermera berömd: "Kom inte hem som en misslyckad person!" ("Don't come home a failure!")

## Karriär

### Minor League Baseball
Inför 1904 års säsong grundades en ny proffsliga i baseboll i den amerikanska södern som fick namnet South Atlantic League. Ligan var en minor league på nivå C, den näst lägsta nivån. Cobb, som då var 17 år, skrev brev till klubbarna i ligan och erbjöd sina tjänster. Han fick svar från klubben i Augusta i Georgia och lyckades ta en plats i laget med en lön på 50 dollar i månaden, men efter bara två matcher släpptes han av ekonomiska skäl. Han lät sig inte nedslås av detta utan fann en ny klubb i Anniston i Alabama, som spelade i den halvprofessionella Tennessee-Alabama League, en liga som stod utanför Minor League Baseball. För att höja sitt eget värde skrev han vykort under falska namn som innehöll lyriska omdömen om honom själv till en inflytelserik sportjournalist. Denne gick på tricket och skrev en uppskattande artikel om honom. Cobb spelade bra för Anniston fram till dess att klubben upplöstes i början av juli, och det finns uppgifter om att han spelade åtminstone någon match för klubben i Sheffield i Alabama i samma liga. Han erbjöds efter det att komma tillbaka till Augusta och det accepterade han. På 37 matcher för Augusta under säsongen var hans slaggenomsnitt bara 0,237.
Cobb fortsatte att spela för Augusta även 1905, som kom att bli ett avgörande år i hans liv. Under försäsongen fick han chansen att visa upp sig i ett par träningsmatcher mot hans framtida klubb Detroit Tigers, som hade sin försäsongsträning förlagd till Augusta. Under säsongen lärde han sig att vara aggressiv som löpare ute på bas och att bunta, två egenskaper som kom att karakterisera hans spel under resten av karriären, av veteranen George Leidy. Under Leidys mentorskap blev Cobb South Atlantic Leagues bästa spelare och Tigers och andra storklubbar började lägga märke till honom. Då, i början av augusti, inträffade en familjetragedi som kom att prägla Cobbs liv – hans mor sköt ihjäl hans far. Enligt modern hade fadern åkt bort och sagt att han inte skulle komma hem förrän ett par dagar senare. När hon väcktes på natten av ett ljud och såg någon huka utanför fönstret sköt hon två skott, enligt henne utan att inse att det var hennes make hon sköt. Det spekulerades i att fadern hade misstänkt att modern var otrogen och därför smugit tillbaka till huset; han var nämligen beväpnad när han sköts. Modern åtalades för dråp men friades. Cobb, som älskade och respekterade sin far, tog det hela mycket hårt. När han senare tillfrågades varför han kämpade så hårt när han spelade svarade han att han gjorde det för sin far, som aldrig fick se honom spela på den högsta nivån.
I samband med faderns tragiska död åkte Cobb hem till Royston, men bara någon vecka senare var han tillbaka och spelade för Augusta. Innan augusti var över, med ett slaggenomsnitt på 0,326 (högst i ligan och skyhögt över ligagenomsnittet på 0,225) hade Detroit Tigers köpt hans kontrakt för 700 (eller 750) dollar. Det var ett bitterljuvt ögonblick för Cobb, som sörjde att hans far inte fick uppleva denna stora stund.

### Major League Baseball

#### Detroit Tigers

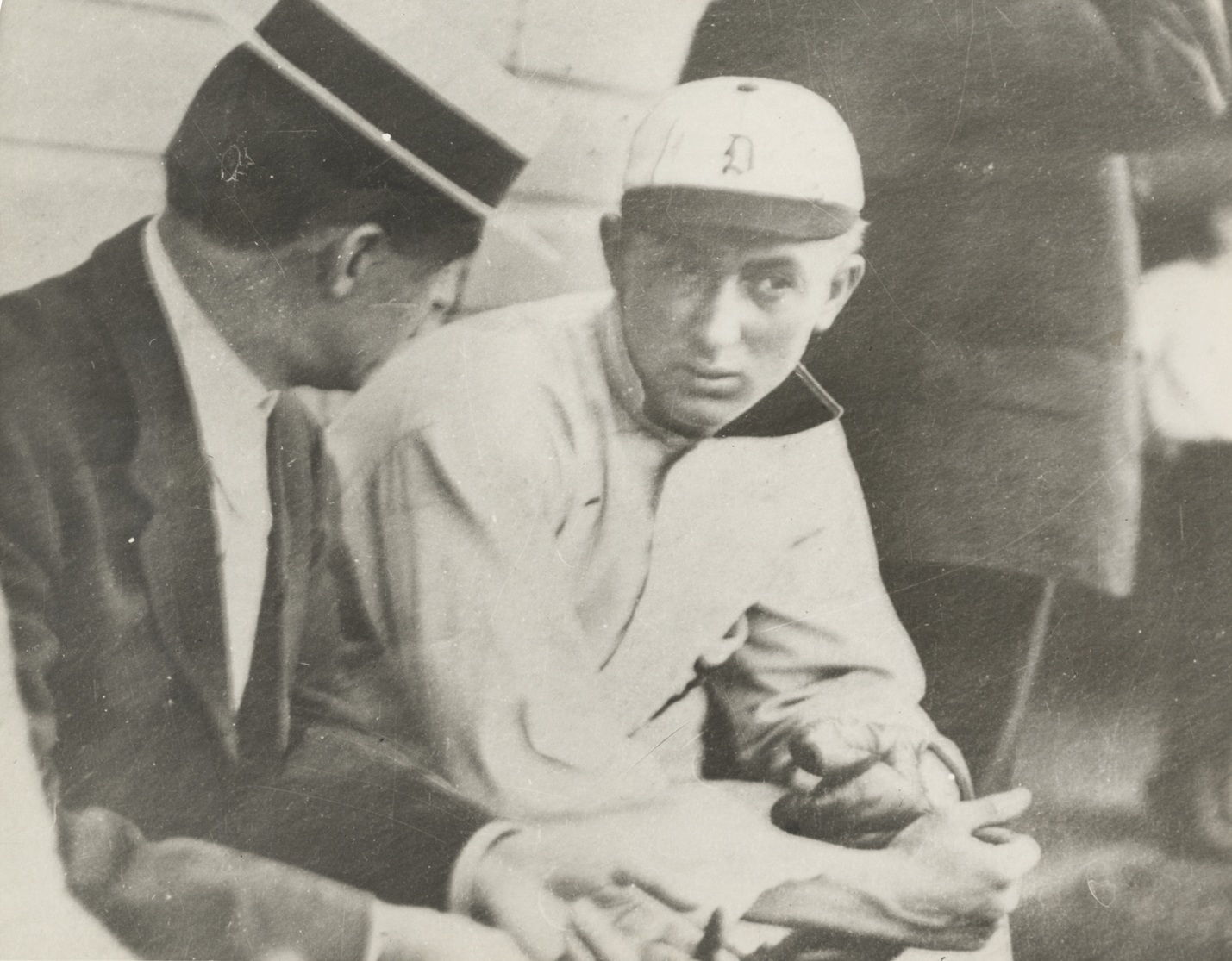
Cobb (till höger) i samspråk med Detroit Tigers tränare Bill Armour den 30 augusti 1905, samma dag som han debuterade för klubben.

Efter en tre dagar lång tågresa debuterade Cobb för Detroit Tigers den 30 augusti 1905 i en hemmamatch mot New York Highlanders, bara tre veckor efter faderns tragiska bortgång. I sin första at bat, mot den framtida National Baseball Hall of Fame-medlemmen Jack Chesbro, slog han en double, den första av över 4 000 hits som han skulle komma att slå under karriären. Han var den yngsta spelaren i American League (AL) den säsongen, ännu inte 19 år fyllda. Cobb, som aldrig tidigare hade varit norr om Mason-Dixon-linjen och var en udda fågel i Detroit, fick utstå hård mobbning från sina nya lagkamrater, vilket fjärmade honom från dem samtidigt som han använde det som tändvätska. Han spelade 41 matcher för Tigers, med ett slaggenomsnitt på blygsamma 0,240 (0,238 enligt Baseball-Reference.com), en homerun och 15 RBI:s.
Cobb missade säsongsinledningen 1906 när han var hemma i Georgia under moderns rättegång angående faderns död, men när han kom tillbaka fortsatte mobbningen och blev ännu värre. Hans lagkamrater uppfattade honom som snobbig; medan de tillbringade ledig tid i barer eller på taffliga varietéföreställningar besökte Cobb museer och bibliotek. Trots lagkamraternas hårda behandling spelade han mycket bra och hade ett slaggenomsnitt över 0,350 i slutet av juni. I juli lämnade han laget och återvände inte förrän i början av september. Enligt Tigers genomgick han någon form av operation, men många tror att han fick vård för ett nervöst sammanbrott som han fick på grund av pressen som han utsattes för. Under säsongen höjde han sitt slaggenomsnitt rejält till 0,320 (0,316 enligt Baseball-Reference.com) på 98 matcher, med en homerun och 34 RBI:s (41 enligt Baseball-Reference.com). Under resten av karriären hade han aldrig ett lägre slaggenomsnitt än så.
Efter att mest ha varit centerfielder under de två första säsongerna spelade Cobb som rightfielder under de tre nästa, och det var också då som han etablerade sig som en superstjärna. Han fick sitt stora genombrott 1907 då han för första gången hade högst slaggenomsnitt i AL med 0,350, vilket även var högst i hela MLB. Han var den yngsta spelaren dittills att ha högst slaggenomsnitt i sin liga, ett rekord som stod sig till 1955 då det slogs av en annan Tigers-legend, Al Kaline. Han var även bäst i MLB avseende RBI:s med 119, hits med 212 och total bases med 283 samt bäst i AL i slugging % med 0,468, on-base plus slugging (OPS) med 0,848 och stulna baser med 49 (53 enligt Baseball-Reference.com). Vidare slog han på sina 150 matcher fem homeruns, vilket räckte för att vara delat näst bäst i AL. Tigers vann AL för första gången och kvalificerade sig därmed för World Series mot Chicago Cubs, som vann enkelt med 4–0 i matcher (och en oavgjord). Cobb lyckades inte lika bra som i grundserien med ett slaggenomsnitt på bara 0,200 och inga RBI:s.
Tigers vann AL igen 1908 och Cobb hade igen högst slaggenomsnitt i ligan med 0,324, på 150 matcher. Dessutom var han etta i slugging % med 0,475 (0,476 enligt Baseball-Reference.com), OPS med 0,842 (0,844 enligt Baseball-Reference.com), RBI:s med 108, hits med 188, doubles med 36, triples med 20 (bäst i MLB), extra-base hits med 60 och total bases med 276. Vidare slog han fyra homeruns. I en repris från föregående år stod Chicago Cubs för motståndet i World Series och Cubs vann igen, denna gång med 4–1 i matcher. Cobb spelade bättre och hade ett slaggenomsnitt på 0,368 och fyra RBI:s.
Cobb hade en fantastisk säsong 1909, då hann vann en Triple Crown genom att vara bäst i AL i slaggenomsnitt (0,377), homeruns (nio) och RBI:s (107). Alla nio homeruns var "inside-the-park" och han var den enda spelaren i MLB under hela 1900-talet som var etta i sin liga i homeruns utan att slå en enda över outfieldstaketet. Alla tre siffrorna var bäst inte bara i AL utan i hela MLB, vilket även gällde hans noteringar i on-base % (0,431), slugging % (0,517), OPS (0,948 [0,947 enligt Baseball-Reference.com]), hits (216), total bases (296), at bats per homerun (63,67) och stulna baser (76). Vidare var han bäst i AL med 116 poäng (115 enligt Baseball-Reference.com). Han spelade 156 matcher. En känd incident inträffade den 24 augusti då han orsakade ett sår på Philadelphia Athletics tredjebasman Frank Bakers arm med undersidan av sin ena sko när han försökte stjäla tredje bas. Cobb anklagades för att ha skadat Baker medvetet och AL:s chef Ban Johnson hotade honom med avstängning, men ett foto som tagits just när Cobb kastade sig fram visade att han inte hade varit ute efter att skada Baker. För tredje raka säsongen vann Tigers AL, och ställdes i World Series mot Pittsburg Pirates, som hade storstjärnan Honus Wagner i laget. Utgången blev densamma som de två tidigare säsongerna för Tigers – förlust. Pirates vann med 4–3 i matcher och Cobb hade ett slaggenomsnitt på 0,231 och fem RBI:s. I match 2 utmärkte han sig genom att stjäla hem i tredje inningen. Han fick aldrig mer under karriären chansen att spela i World Series.

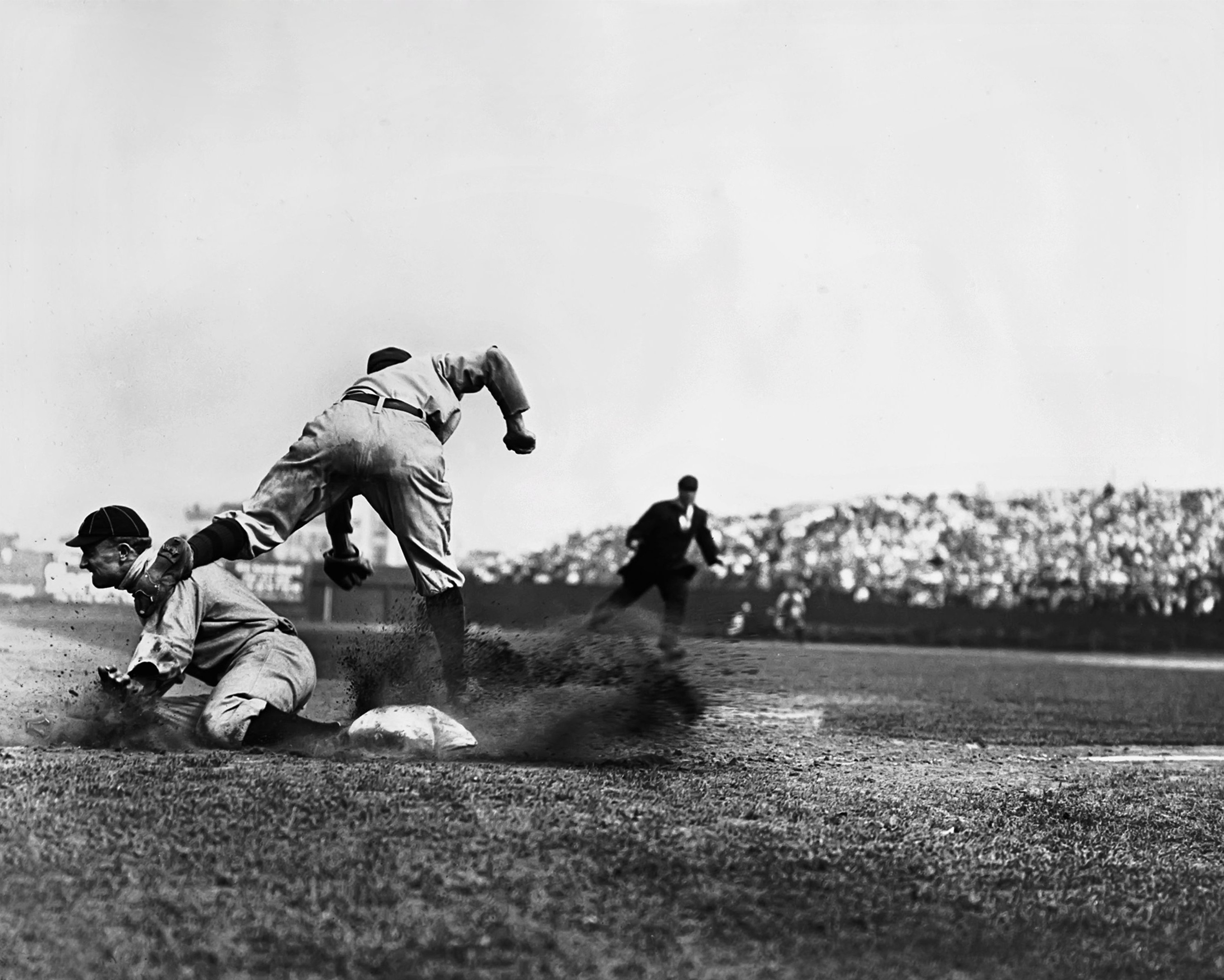
Ett berömt foto av Cobb när han kastar sig med fötterna före mot tredje bas i en match 1910.

Inför 1910 års säsong utlovade Hugh Chalmers, ledare för bilföretaget Chalmers Motor Company i Detroit, en ny bil till den spelare som hade högst slaggenomsnitt i MLB. Chalmers räknade nog med att Detroit-spelaren Cobb skulle vinna, men det skulle visa sig bli en hård kamp mellan Cobb och Nap Lajoie i Cleveland Naps. Inför säsongens sista match låg Cobb ganska klart före Lajoie och spelade inte i Tigers betydelselösa match. Lajoie å sin sida hade en dubbelmatch på schemat och lyckades slå åtta hits under de två matcherna. Ryktet sade att han, som var betydligt mer populär än Cobb, hade fått hjälp av motståndarna St. Louis Browns, vars tränare hade instruerat sin tredjebasman att positionera sig långt från hemplattan så att Lajoie lätt skulle kunna få hits genom att bunta i den riktningen, vilket han också gjorde. Ban Johnson kungjorde dock att Cobb trots allt hade slagit Lajoie, 0,385 mot 0,384, och stängde av Browns tränare på livstid. Chalmers beslutade ändå att ge en bil till både Cobb och Lajoie. Cirka 70 år senare upptäckte en forskare vid namn Pete Palmer att två av Cobbs hits under 1910 års säsong hade räknats dubbelt, vilket skulle innebära att Lajoie i själva verket hade högst slaggenomsnitt (och att Cobbs slaggenomsnitt under karriären var 0,366 och antalet hits var 4 189, i stället för de berömda siffrorna 0,367 respektive 4 191). Basebollkommissarien Bowie Kuhn ansåg dock att för lång tid hade passerat för att det skulle vara motiverat att ändra statistiken, och MLB har fortfarande Cobb som etta i AL i slaggenomsnitt 1910 medan många andra källor har Lajoie som etta. Baseball-Reference.com listar Cobbs slaggenomsnitt som 0,382. Cobb var 1910 etta i MLB i on-base % (0,458), slugging % (0,554) och OPS (1,012) (0,455, 0,549 och 1,004 enligt Baseball-Reference.com) och etta i AL i poäng (106), på 140 matcher. Han slog åtta homeruns och hade 91 RBI:s.
Cobb hade sin bästa säsong 1911, och den anses vara en av de bästa säsongerna som någon slagman haft i MLB:s historia. Den 12 maj, i en match mot New York Highlanders, visade han prov på den våghalsighet och fräckhet som utmärkte hans spel. Först gjorde han poäng från första bas på en single och senare gjorde han poäng från andra bas på en wild pitch. Senare i matchen stod han på andra bas efter en double när motståndarna började argumentera med domaren kring hemplattan över Tigers kvittering till 5–5 i matchen. När han insåg att ingen hade begärt timeout promenerade han till tredje bas, som var obevakad. Han fortsatte mot hemplattan utan att någon lade märke till honom, och lyckades kasta sig fram i folksamlingen och göra poäng till 6–5, ett resultat som stod sig matchen ut. Från mitten av maj till början av juli hade han minst en hit i 40 raka matcher, vilket var ett nytt rekord för AL. Han spelade 146 matcher och hade ett slaggenomsnitt så högt som 0,420 (0,419 enligt Baseball-Reference.com), det högsta han hade under karriären och högst i MLB den säsongen. Andra kategorier där han nådde det bästa resultatet under karriären var slugging % med 0,621 (0,620 enligt Baseball-Reference.com), OPS med 1,088 (1,086 enligt Baseball-Reference.com), RBI:s med 127, poäng med 147 (148 enligt Baseball-Reference.com), hits med 248 (nytt MLB-rekord), doubles med 47, triples med 24 (tangerat 1917), extra-base hits med 79 och total bases med 367. I alla de nu nämnda kategorierna var han bäst i MLB utom i triples där han "bara" var bäst i AL. Vidare stal han 83 baser, flest i MLB, och slog åtta homeruns, delat näst flest i AL. Hugh Chalmers fortsatte trots föregående års kontrovers att engagera sig och instiftade 1911 Chalmers Award, ett pris till den spelare i National League (NL) respektive AL som var viktigast och nyttigast för sin klubb och liga, en föregångare till MVP Award som började delas ut 1931. Priset bestod återigen av en ny bil. Cobb tilldelades priset i AL och fick sin andra Chalmers-bil på två år.

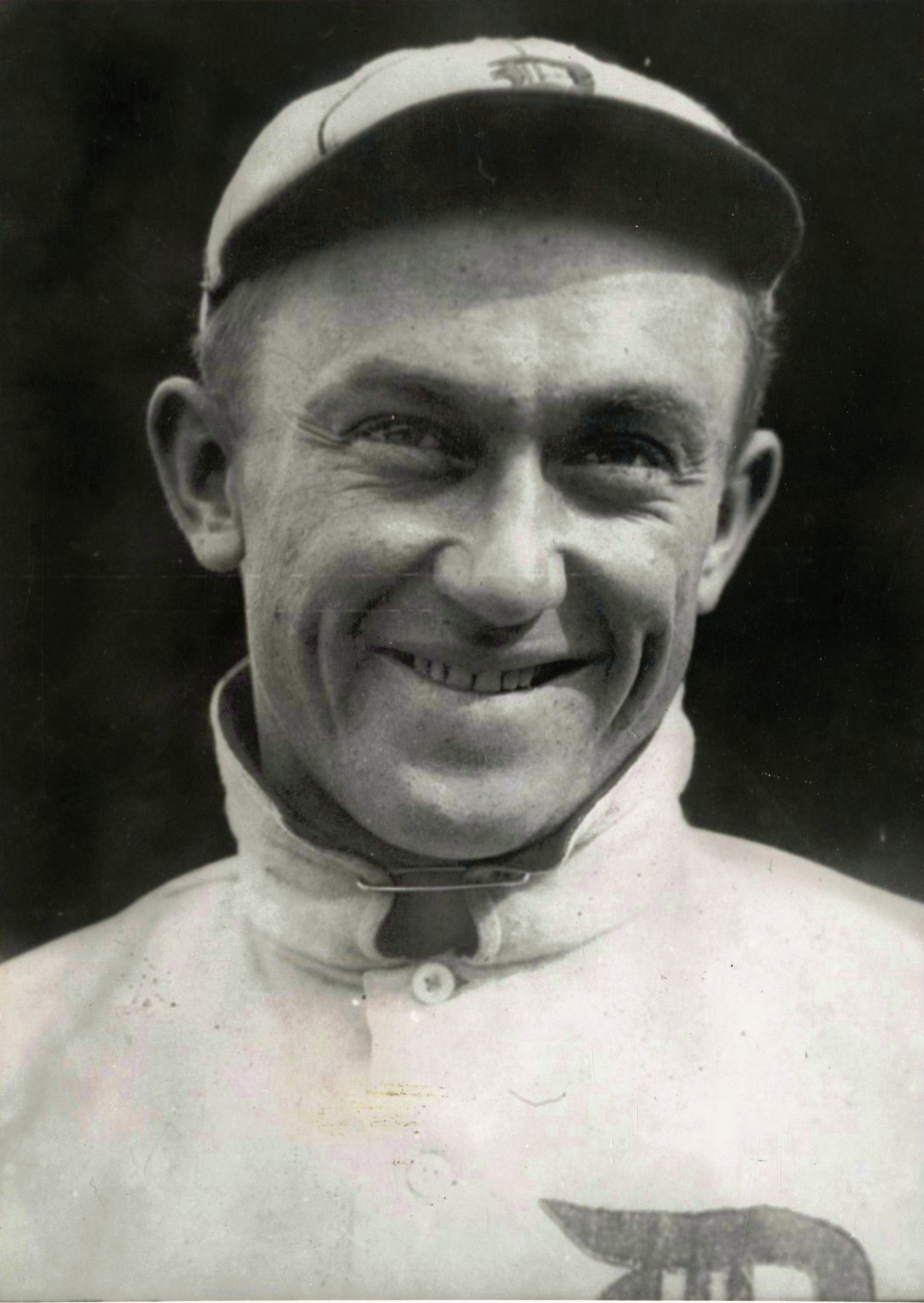
Cobb cirka 1912.

Cobbs heta temperament ledde 1912 till en avstängning och MLB:s första spelarstrejk. Den 15 maj spelade Tigers borta mot Highlanders i New York och Cobb häcklades av en åskådare under hela matchen. Till slut tappade han besinningen, hoppade upp på läktaren och sprang fram till häcklaren, som satt flera rader upp. Väl där slog och sparkade han honom besinningslöst. Det visade sig att offret hade förlorat sin ena hand och tre fingrar på den andra i en tidigare arbetsolycka, vilket Cobb med all sannolikhet inte var medveten om. AL:s chef Ban Johnson var på plats i arenan och stängde av Cobb på obestämd tid. Några dagar senare meddelade hans lagkamrater, som inte tyckte särskilt mycket om honom, något överraskande att de inte tänkte spela förrän hans avstängning hävdes. Johnson vägrade och det slutade med att Tigers ägare såg till att ett gäng ersättare rekryterades i Philadelphia, där Tigers befann sig för att möta Philadelphia Athletics. Ersättarna, tillsammans med några av Tigers åldersstigna tränare, förlorade mot Athletics med 2–24, men efter matchen avbröt de ordinarie spelarna strejken på Cobbs uppmaning och hans avstängning bestämdes till tio dagar. På de 140 matcher som han spelade hade han ett slaggenomsnitt på 0,410 (0,409 enligt Baseball-Reference.com), för andra säsongen i rad över 0,400. Det var även bäst i MLB den säsongen, liksom hans slugging % på 0,586 (0,584 enligt Baseball-Reference.com), hans OPS på 1,044 (1,040 enligt Baseball-Reference.com) och hans antal hits på 227 (226 enligt Baseball-Reference.com). Han slog sju homeruns och hade 83 RBI:s.
Inför 1913 års säsong krävde Cobb en löneförhöjning från de 9 000 dollar som han hade haft i årslön de föregående tre säsongerna till 15 000 dollar. Tigers ägare vägrade att tillmötesgå hans krav och Cobb var inte med på klubbens försäsongsträning utan satte ihop ett eget lag som han spelade uppvisningsmatcher med nere i södra USA. När grundserien drog igång den 10 april befann sig Cobb fortfarande där nere och positionerna verkade låsta. På inrådan av en skådespelare som var vän till Cobb bjöd ägaren dock upp Cobb till Detroit och efter ett kort möte var hans nya lön klar. Den offentliggjordes inte men anses ha legat på 12 000 dollar, högst av alla spelare i MLB (och troligen den första femsiffriga årslönen för en MLB-spelare). Cobb gjorde sin säsongsdebut först den 29 april. Tack vare detta kom han bara upp i 122 matcher under säsongen. Sin vana trogen hade han högst slaggenomsnitt i AL, med 0,390 (0,389 enligt Baseball-Reference.com), och han var även etta i on-base % med 0,467 (0,466 enligt Baseball-Reference.com). Båda dessa noteringar var även bäst i MLB. Hans slaggenomsnitt totalt under 1911–1913 på 0,408 (0,407 enligt Baseball-Reference.com) är det högsta som någon haft i MLB-historien sett över tre raka säsonger. Han hade fyra homeruns och 67 RBI:s.
Cobb spelade bara 98 matcher 1914, men hans slaggenomsnitt på 0,368 utsågs ändå till högst i AL (ligan hade på den tiden ingen skriven regel avseende hur mycket speltid som krävdes för att rankas, men med dagens krav skulle det inte ha räckt). Om man rankar Cobb även i kategorierna on-base %, slugging % och OPS (vilket MLB inte gör) så var hans siffror (0,466, 0,513 respektive 0,979) bäst i AL och avseende on-base % till och med bäst i MLB. Han slog bara två homeruns under säsongen, med 57 RBI:s.
Cobbs framfart ute på bas satte nya rekord 1915, då han stal hela 96 baser. Det var det högsta antalet som någon haft dittills i AL och det högsta i MLB dittills under 1900-talet. Antalet överträffades inte i MLB förrän 1962. Samma säsong hade han för nionde året i rad, om man räknar 1910, högst slaggenomsnitt i AL (0,369; även bäst i MLB), vilket är den längsta sviten i MLB oberoende av liga. Han var etta i MLB även i on-base % (0,486), OPS (0,973), poäng (144) och hits (208) samt bäst i AL i total bases (274). Han spelade 156 matcher och på dem hade han tre homeruns och 99 RBI:s.

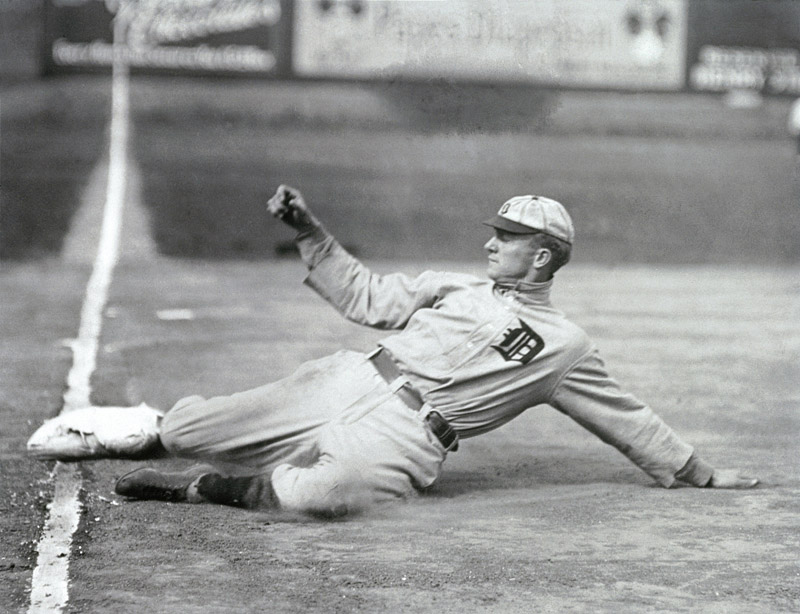
Cobb glider in till tredje bas cirka 1917.

1916 fick Cobb till slut se sig besegrad i slaggenomsnitt i AL. Hans 0,371 (0,370 enligt Baseball-Reference.com) räckte inte till mot Tris Speakers 0,386. Däremot var han etta, inte bara i AL utan i MLB, i poäng (113) och stulna baser (68). Vidare slog han fem homeruns och hade 68 RBI:s på 145 matcher.
Under försäsongsträningen 1917 kom Cobb för sent till en match mot New York Giants och retades så mycket av motståndarna att han tappade humöret och stämplade Buck Herzog i Giants ovanför knät. Efter matchen utmanade Herzog Cobb på slagsmål, vilket arrangerades i Cobbs hotellrum och ska ha pågått i en halvtimme. Under säsongen hade Cobb 35 matcher i rad där han hade minst en hit, och blev den första att ha två hit-sviter om minst 35 matcher under karriären. Han var redan 1917 tillbaka som innehavare av högst slaggenomsnitt i AL med 0,383, vilket även var högst i MLB. Även i övrigt hade han fantastisk statistik och var på sina 152 matcher nummer ett i MLB i on-base % (0,444), slugging % (0,570), OPS (1,014), hits (225), doubles (44), triples (24), extra-base hits (74), total bases (335) och stulna baser (55). Han hade sex homeruns och 102 RBI:s (106 enligt Baseball-Reference.com).
Även 1918 hade Cobb högst slaggenomsnitt i AL, och MLB, med 0,382, och han var även bäst i MLB i on-base % med 0,440. Han slog 14 triples, vilket var flest i AL. Säsongen avbröts i förtid på grund av USA:s deltagande i första världskriget och Cobb spelade 111 matcher med tre homeruns och 64 RBI:s (62 enligt Baseball-Reference.com). Han hoppade in som pitcher i två av de sista matcherna för säsongen.
Cobb lyckades 1919 för tolfte, om man räknar 1910, och sista gången ha högst slaggenomsnitt i AL med 0,384, vilket även var högst i MLB. Hans 191 hits var delat bäst i både AL och MLB. Spelschemat reducerades till 140 matcher från det brukliga 154 och för Cobbs del blev det 124 matcher, under vilka han slog en homerun och hade 70 RBI:s (67 enligt Baseball-Reference.com).

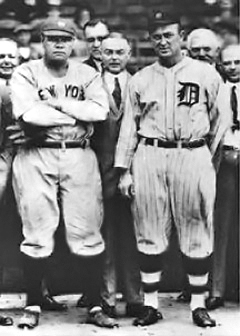
Cobb (till höger) och Babe Ruth cirka 1920.

Under 1920 års säsong var Cobb för första gången sedan 1906 inte bäst i AL i någon viktig statistisk kategori, delvis för att han bara deltog i 112 matcher. Denna säsong innebar ett skifte från the dead-ball era till the live-ball era, med mer fokus på homeruns och med Babe Ruth, som slog ofattbara 54 homeruns den säsongen, som den nya stjärnan. Denna spelstil ogillades starkt av Cobb och han fortsatte att spela på det sätt som han kunde bäst, där det viktiga var att komma ut på bas och sedan avancera en bas i taget. Han slog bara två homeruns, med 63 RBI:s. Cobbs slaggenomsnitt på 0,334 var lågt för att vara honom och räckte bara till tionde plats i AL, medan han var sexa i on-base % med 0,416.
Inför 1921 års säsong erbjöds Cobb att ta över som Tigers tränare, något som han först tackade nej till, men sedan ändrade han sig. Som spelande tränare fick han ta över en klubb som hade slutat sjua av åtta klubbar i AL föregående säsong, med flera åldersstigna spelare och en svag grupp pitchers. Under Cobbs ledning vann Tigers ändå tio fler matcher 1921 än 1920. Som lag var Tigers slaggenomsnitt 0,316, vilket än i dag (2024) är rekord för AL. Individuellt nådde Cobb den 19 augusti den prestigefyllda milstolpen 3 000 hits i grundserien under karriären, något som dock inte fick någon uppmärksamhet vid tidpunkten. Han blev den fjärde spelaren att komma upp i denna siffra och är än i dag (2024) både den yngsta genom tiderna att göra det, drygt 34 år, och den som behövt lägst antal matcher, 2 135. Han spelade bra och var näst bäst i AL i slaggenomsnitt med 0,389 och i on-base % med 0,452 samt tredje bäst i slugging % med 0,596 och i OPS med 1,048. Han satte personligt rekord genom att slå tolv homeruns och hade 101 RBI:s, allt på 128 matcher.
Under 1922 års säsong blev Cobb den första spelaren på 1900-talet att ha fyra matcher med minst fem hits under samma säsong. Han spelade 137 matcher och höjde sitt slaggenomsnitt till 0,401. Han kom därmed för tredje gången under karriären över 0,400, vilket var ett tangerat rekord som fortfarande (2024) gäller. Att han kom över denna gräns var dock resultatet av ett ingripande av AL:s chef Ban Johnson, som efter säsongen bestämde att Cobb hade haft två hits, och inte bara en som den officiella protokollföraren hade ansett, i en match den 15 maj. Cobb var bara tvåa i slaggenomsnitt i AL eftersom George Sisler hade hela 0,420, och han var trea i on-base % med 0,462. Dessutom var hans 211 hits och 16 triples näst flest i AL och hans 42 doubles tredje flest. Han slog fyra homeruns och hade 99 RBI:s. Detroit vann 79 matcher, åtta fler än 1921.
Cobb spelade inte dåligt 1923, men hans slaggenomsnitt på 0,340 räckte bara till åttonde plats i AL. På 145 matcher slog han sex homeruns och hade 88 RBI:s. Tigers kom upp i 83 vinster, vilket var fyra fler än föregående säsong, och kom tvåa i AL. Man var dock långt från ligasegern.

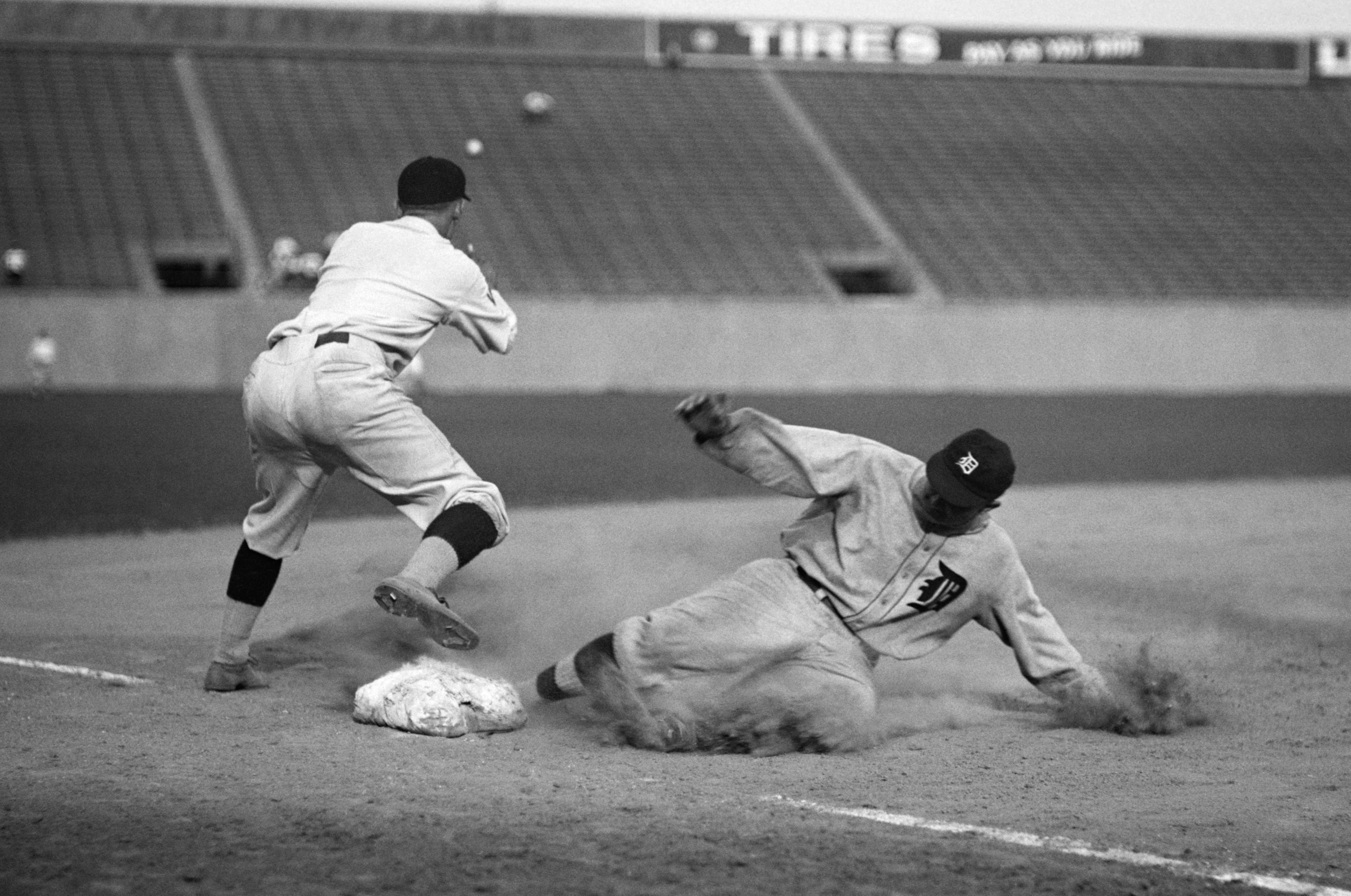
Cobb glider in med en triple under en match i augusti 1924.

Under 1924 års säsong var Detroit närmare ligasegern i AL än under någon annan av de säsonger som Cobb var tränare för klubben, även om de bara blev trea. Tigers vann 86 matcher, tre fler än 1923 och bara sex färre än mästarna Washington Nationals/Senators. Cobb hedrades med gåvor och hedersbetygelser under en ceremoni den 10 maj i samband med en bortamatch mot Washington. Han spelade 155 matcher och hade ett slaggenomsnitt på 0,338, vilket inte ens var bland de tio bästa i AL. Däremot var han tvåa med 115 poäng (114 enligt Baseball-Reference.com) och trea med 211 hits. Han slog fyra homeruns och hade 79 RBI:s.
I säsongsinledningen 1925 missade Cobb några matcher på grund av influensa, men den 5 maj chockade han alla genom att slå tre homeruns i samma match, vilket tangerade det högsta antalet som någon slagit dittills i MLB under 1900-talet. I matchen slog han även en double och två singles, vilket gav 16 total bases, fler än någon haft i MLB dittills under 1900-talet. 16 total bases var även nytt AL-rekord, som stod sig till 2012. Dagen efter slog han två homeruns till, och tangerade då MLB-rekordet för flest homeruns i två matcher i rad. Det har av vissa hävdats att han inför dessa matcher sade att han för en gångs skull skulle satsa på att slå homeruns bara för att visa att han kunde, men detta är omtvistat. Under de andra 119 matcherna som han spelade den säsongen slog han sju homeruns och tangerade därmed sitt personliga rekord på tolv homeruns. Han var bäst i AL i OPS med 1,066, näst bäst i on-base % med 0,468, tredje bäst i slugging % med 0,598 och fjärde bäst i slaggenomsnitt med 0,378. Med 102 RBI:s kom han för sjunde och sista gången under karriären upp i minst 100 RBI:s. I säsongens sista match hoppade han in som pitcher och har retroaktivt belönats med en save. Som lag backade Tigers något och vann 81 matcher.
Cobb genomgick en ögonoperation i mars 1926. Han spelade bara 79 matcher under 1926 års säsong, med ett slaggenomsnitt på 0,339, fyra homeruns och 62 RBI:s. Tigers vann 79 matcher. Efter säsongen meddelade han överraskande att han avslutade karriären, och inom kort gjorde Tris Speaker, en annan storspelare som var spelande tränare för Cleveland Indians, samma sak. Detta höjde en del ögonbryn, och det visade sig snart att bakgrunden var en påstådd spelskandal. En före detta pitcher för Tigers, Dutch Leonard, hävdade att han, Cobb, Speaker och Indians-spelaren Smoky Joe Wood hade kommit överens om att låta Tigers vinna en match mot Indians i slutet av 1919 års säsong, och att man satsat pengar på det resultatet. Som bevis lämnade Leonard in två brev skrivna hösten 1919, ett från Cobb och ett från Wood, där de skrev något som kunde tolkas som ett erkännande. Cobb och Wood kallades till förhör hos basebollkommissarien Kenesaw Mountain Landis, men båda hävdade att breven handlade om spel på hästar och att Leonards anklagelser var en hämnd för att Cobb tvingat bort honom från Tigers 1925. Speaker förnekade också, men han och Cobb tvingades att dra sig tillbaka från sporten. Press och allmänhet tog dock deras parti och när Leonard vägrade att komma på förhör hos Landis i januari 1927 meddelade Landis att de utpekade hade befunnits oskyldiga. Cobb och Speaker fick gå tillbaka till sina gamla klubbar, men klubbarna valde att släppa båda två och de blev då fria att skriva kontrakt med vilken klubb de ville.

#### Philadelphia Athletics

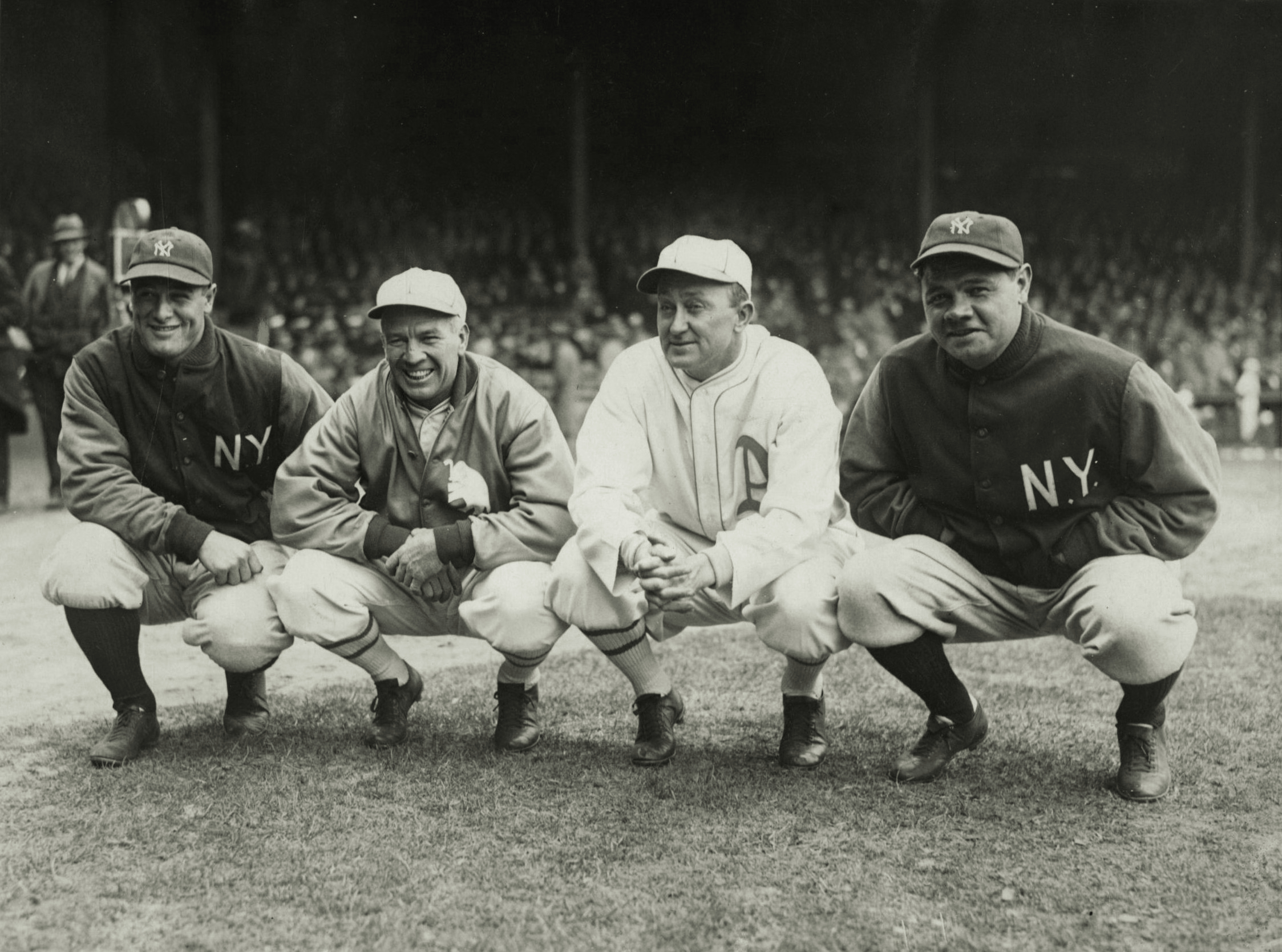
Cobb (tvåa från höger) tillsammans med Lou Gehrig, Tris Speaker och Babe Ruth 1928.

Cobb skrev inför 1927 års säsong på ett kontrakt med Philadelphia Athletics, som ägdes och tränades av Connie Mack. Kontraktet rapporterades vara värt 40 000 dollar, och tillsammans med bonusar på totalt 35 000 dollar gjorde det honom till den bäst betalda spelaren i MLB. Cobb sade senare att han fortsatte att spela för att han ville få upprättelse och för att han ville kunna avsluta karriären på sina egna villkor. Den 10 maj spelade han för första gången i Detroit sedan han lämnade Tigers och han hälsades välkommen av stadens borgmästare. Efter lunch fick han åka i parad till arenan, där han före matchen fick motta tal och gåvor, bland annat en bil. Under själva matchen hyllades han av sin gamla hemmapublik, och matchen fick pausas för att han skulle kunna skriva autografer. Den 18 juli slog han sin 4 000:e hit i grundserien under karriären, ironiskt nog på bortaplan mot sin gamla klubb Detroit. Bedriften uppmärksammades knappt då, men det skulle dröja ända till 1984 innan någon (Pete Rose) kopierade den. (Enligt källor som Baseball-Reference.com var detta dock egentligen hans 3 998:e hit och nummer 4 000 kom först tre dagar senare.) Än i dag (2024) har ingen mer än dessa två kommit upp i 4 000 hits i MLB. Vid 40 års ålder var Cobb fortfarande en kraft att räkna med och hade under sina 133 matcher 1927 ett slaggenomsnitt på 0,357, femte högst i AL, och 22 stulna baser, delat tredje flest i AL. Vidare hade han fem homeruns och 93 RBI:s.
Cobbs andra säsong för Athletics 1928 blev hans sista under karriären. Han fick inte lika mycket speltid som föregående säsong och deltog bara i 95 matcher. Sista gången han fick spela från start var i slutet av juli och därefter användes han endast sparsamt som pinch hitter. Han slog sin sista hit, en double, den 3 september och spelade sin sista match åtta dagar senare. Den 17 september bjöd han in några reportrar till sitt hotellrum i Cleveland och meddelade att han avslutade karriären. Hans slaggenomsnitt under säsongen var 0,323, långt ifrån dåligt men hans lägsta sedan 1906. Vidare slog han en homerun och hade 40 RBI:s.

## Efter karriären

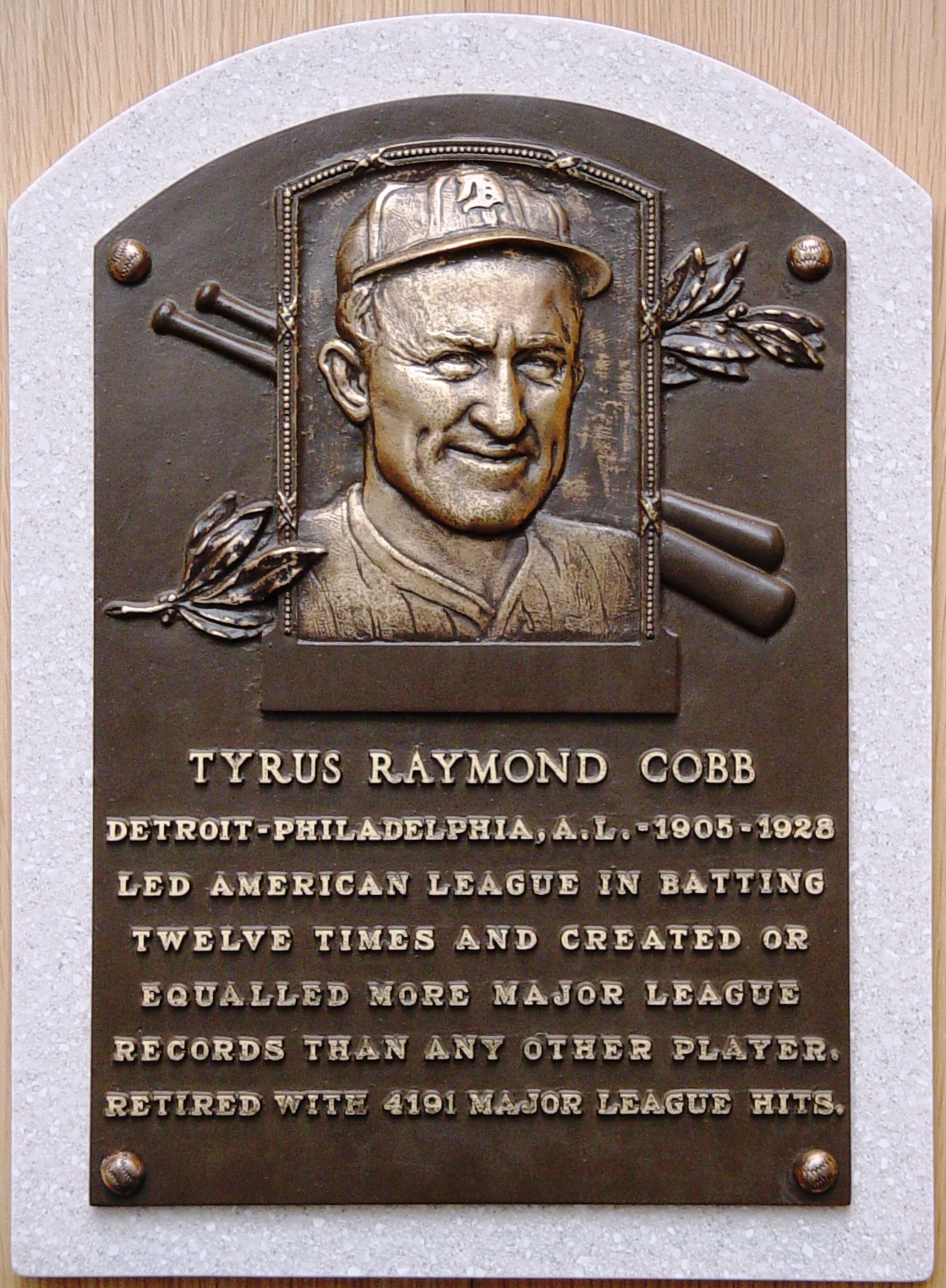
Cobbs minnestavla i National Baseball Hall of Fame and Museum.

Under hösten 1928 åkte Cobb tillsammans med ett par andra spelare och en domare till Japan för en serie välbesökta uppvisningsmatcher och träningar med japanska spelare. Även hans fru och tre yngsta barn var med på resan. Senare åkte han till Europa med frun och fyra av de fem barnen och tillbringade en längre tid med att jaga i Skottland.
Cobb var en av de fem första spelarna som valdes in i National Baseball Hall of Fame 1936. De andra fyra var Babe Ruth, Honus Wagner, Christy Mathewson och Walter Johnson. Cobb fick 98,2 % av rösterna (222 av 226), vilket var den högsta andelen bland de fem. Denna röstandel skulle komma att gälla som rekord ända fram till 1992, då Tom Seaver fick 98,8 % av rösterna. Cobb närvarade när National Baseball Hall of Fame and Museum invigdes den 12 juni 1939 i Cooperstown i delstaten New York.

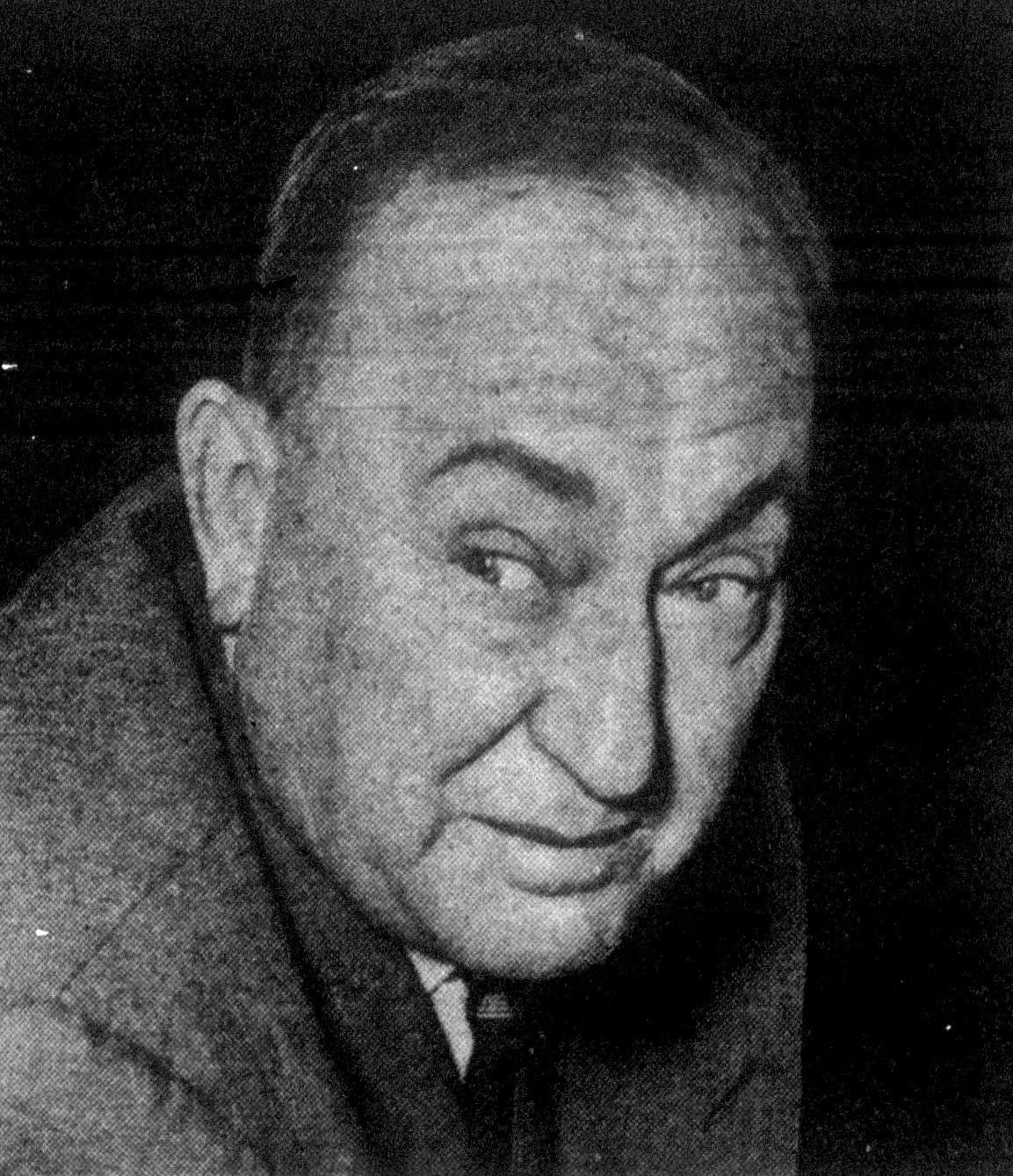
Cobb cirka 1951.

En biografi över Cobb, The Tiger Wore Spikes: An Informal Biography of Ty Cobb skriven av John McCallum, kom ut 1956.
Cobb diagnosticerades med prostatacancer 1959 och opererades i Atlanta. Han hade också drabbats av diabetes och högt blodtryck på äldre dar på grund av sitt ohälsosamma leverne. Dessutom led han av glomerulonefrit, även kallad Brights sjukdom.
Våren 1961 tillbringade Cobb mycket tid på sjukhus i Atlanta för att få behandling mot cancern, som vid det laget hade spridit sig till hans ryggrad och kranium. När han inte var inlagd vårdades han av sjuksköterskor i hemmet. Han var dock frisk nog att åka till Los Angeles och vara med när den nya MLB-klubben Los Angeles Angels spelade sin första hemmamatch i slutet av april 1961. Det var den sista proffsmatchen i baseboll som han var på.

## Död
I juni 1961 blev Cobb inlagd på sjukhus i Atlanta för sista gången. Med sig hade han en papperspåse med värdepapper värda cirka en miljon dollar. Det har även påståtts att han hade med sig en pistol, men sanningshalten i detta har ifrågasatts. Cobb dog en månad senare, den 17 juli. Hans första fru Charlie och enda överlevande son Jimmy var några av de anhöriga som var hos honom under hans sista dagar. Cobb blev 74 år gammal.
Cobbs begravning hölls bara 48 timmar efter hans död och var på familjens begäran en liten, privat tillställning. De enda gamla basebollspelare som var närvarande var Ray Schalk, Mickey Cochrane och Nap Rucker. Dessutom kom en representant för National Baseball Hall of Fame and Museum. Cobb begravdes i det familjemausoleum som han låtit bygga på Rose Hill Cemetery i hans hemstad Royston, där hans föräldrar och lillasyster Florence redan vilade.

## Eftermäle
Ett par månader efter Cobbs död publicerades hans självbiografi My Life in Baseball – the True Record, spökskriven av sportjournalisten Al Stump. Cobb och Stump hade arbetat med boken från och till under Cobbs sista år i livet, men enligt vad Stump senare påstod gav boken en förskönande bild av Cobb.
I december 1961 publicerade tidskriften True en artikel av Stump som skildrade hans tid med Cobb under arbetet med självbiografin. Stump framställde i artikeln Cobb som en alkoholiserad och drogberoende galning som betedde sig illa mot alla han mötte och gjorde Stump livrädd för honom. Andra personer som tillbringade tid med Cobb under hans sista dagar har dock lämnat en helt annan bild.
1963 placerades en minnestavla över Cobb vid Detroit Tigers dåvarande hemmaarena Tiger Stadium. Tavlan hade inskriptionen "Greatest Tiger of All, A Genius in Spikes"

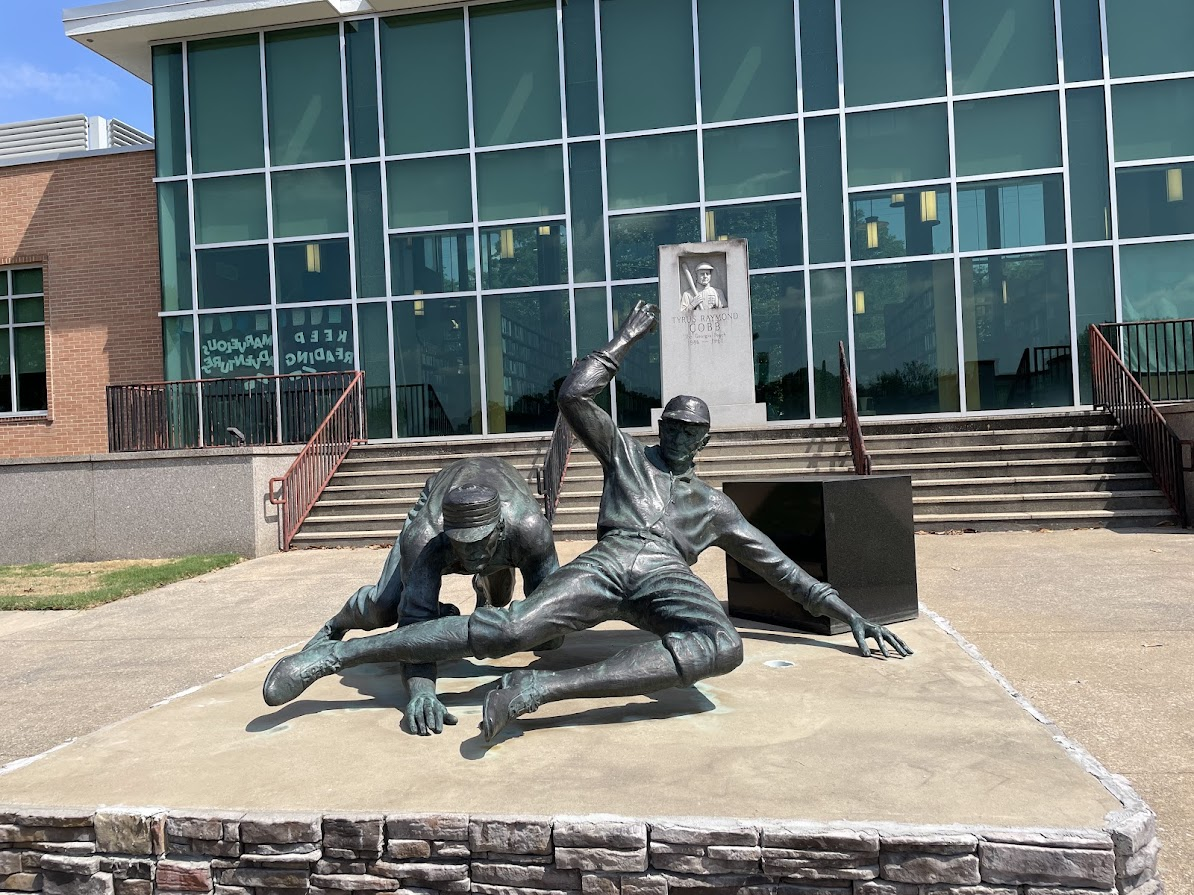
En staty av Cobb utanför stadsbiblioteket i hans hemstad Royston.

En staty av Cobb skapad av Felix de Weldon uppfördes 1977 i närheten av Atlanta Braves hemmaarena Atlanta-Fulton County Stadium i Atlanta, och den flyttades 20 år senare till Braves nya hemmaarena Turner Field. Efter ytterligare 20 år flyttade Braves till Truist Park strax utanför Atlanta och då togs statyn inte med, utan den gavs till Cobbs hemstad Royston, där den placerades utanför stadsbiblioteket.
Den ansedda tidningen The Sporting News publicerade i början av 1980-talet resultatet av forskning som hade gjorts av statistikern Pete Palmer. Palmer hade upptäckt att en av Cobbs matcher 1910, där Cobb hade haft två hits, hade räknats dubbelt. Detta innebar dels att det egentligen var Nap Lajoie som hade högst slaggenomsnitt i AL den säsongen, och dels att Cobbs statistik under karriären var fel. Han hade inte 4 191 hits utan 4 189 och hans slaggenomsnitt var inte 0,367 utan 0,366. Basebollkommissarien Bowie Kuhn ansåg dock att för lång tid hade passerat för att det skulle vara motiverat att ändra statistiken. Kuhn var kanske påverkad i sitt beslut av att Pete Rose var mitt uppe i en mycket uppmärksammad jakt på Cobbs berömda rekord på 4 191 hits. De flesta källor, dock inte MLB, anger i dag 4 189 hits och 0,366 i slaggenomsnitt för Cobb.
Al Stump gav 1994 ut en egen biografi över Cobb, Cobb: The Life and Times of the Meanest Man Who Ever Played Baseball. Här påstod Stump att han berättade den sanna historien, den som Cobb inte ville skulle vara med i självbiografin 1961. Denna biografi, och artikeln i True 1961, låg till grund för filmen Cobb, i regi av Ron Shelton, som kom ut i slutet av 1994. Cobb spelas i filmen av Tommy Lee Jones och Stump av Robert Wuhl. Filmen fick blandad kritik och blev en ekonomisk flopp.

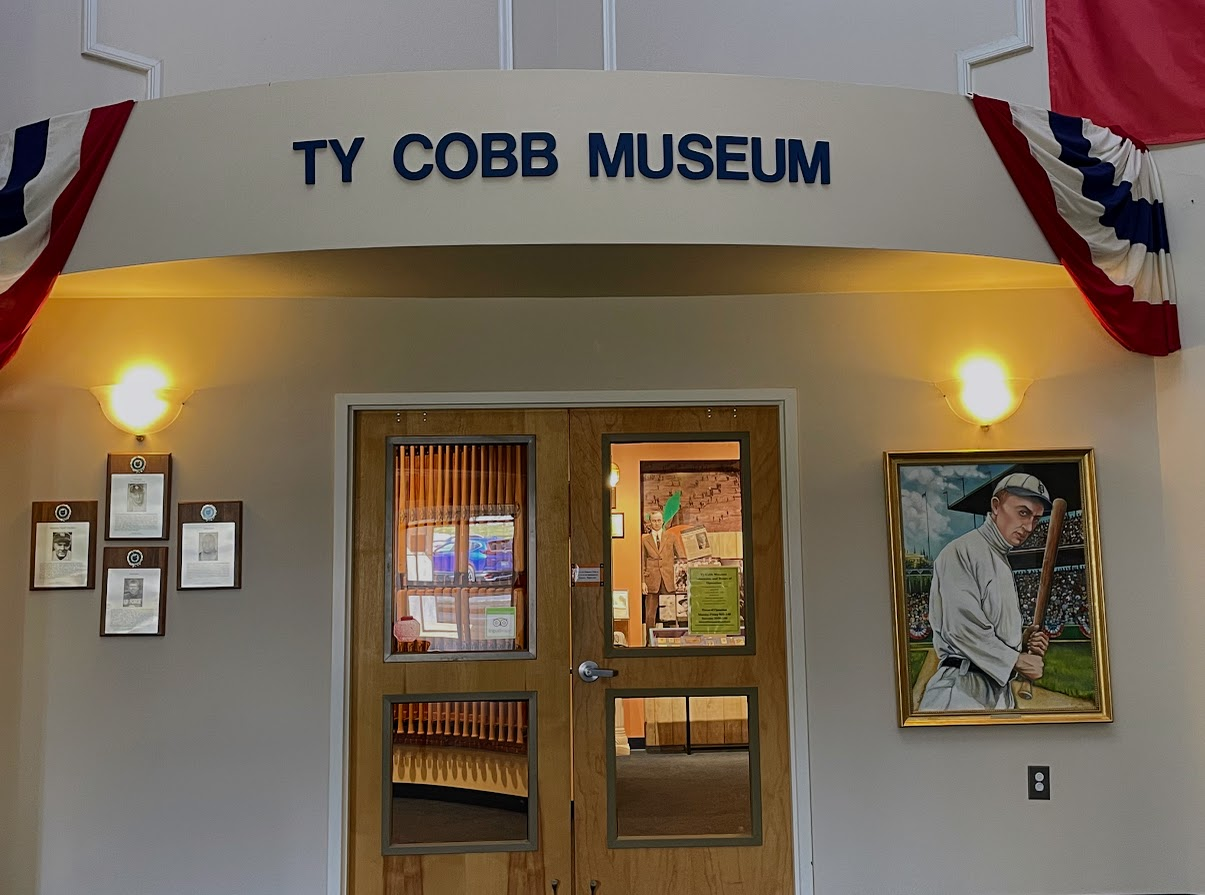
Ingången till Ty Cobb-museet i Royston.

Som en reaktion på den osympatiska bild av Cobb som målades upp i filmen Cobb öppnade i juli 1998 ett Ty Cobb-museum i Royston.
The Sporting News placerade 1998 Cobb på tredje plats i tidningens rankning av de 100 bästa basebollspelarna någonsin. Året efter fick han dock bara 14:e flest röster när 1900-talets bästa MLB-spelare röstades fram av supportrar.

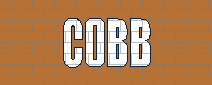
Cobbs namn hedras i Comerica Park.

När Detroit Tigers nya hemmaarena Comerica Park öppnades 2000 fanns Cobbs namn uppsatt på en tegelvägg i arenan tillsammans med namnen och numren på de spelare som hade fått sina tröjnummer pensionerade av klubben. På Cobbs tid bar inte Tigers tröjnummer, så Cobb har inte kunnat få något tröjnummer pensionerat.
Under 2010-talet publicerades flera uppmärksammade böcker och artiklar som avfärdade många av de myter om Cobb som tidigare hade setts som sanna. I en lång artikel 2010 visade William R. Cobb (inte släkt med Cobb) att Al Stump hade överdrivit eller hittat på många av de historier om Cobb som han skrev, och dessutom förfalskat brev och andra dokument i Cobbs namn i syfte att tjäna pengar. En ny biografi över Cobb, Ty Cobb: A Terrible Beauty, skriven av Charles Leerhsen, kom ut 2015. Leerhsen gav en annan bild av Cobb än den som hade etablerats av främst Stump efter Cobbs död, och kunde visa att Cobb, i motsats till vad många trodde, inte hade varit en rasist.
Ända sedan Cobb lade spikskorna på hyllan hade hans slaggenomsnitt, oavsett om det var 0,367 eller 0,366, ansetts vara det högsta i MLB-historien. Detta ändrades 2024, då statistik från Negro leagues införlivades med MLB:s statistik. Josh Gibson övertog då rekordet med ett slaggenomsnitt på 0,372 (senare ändrat till 0,371).

## Privatliv

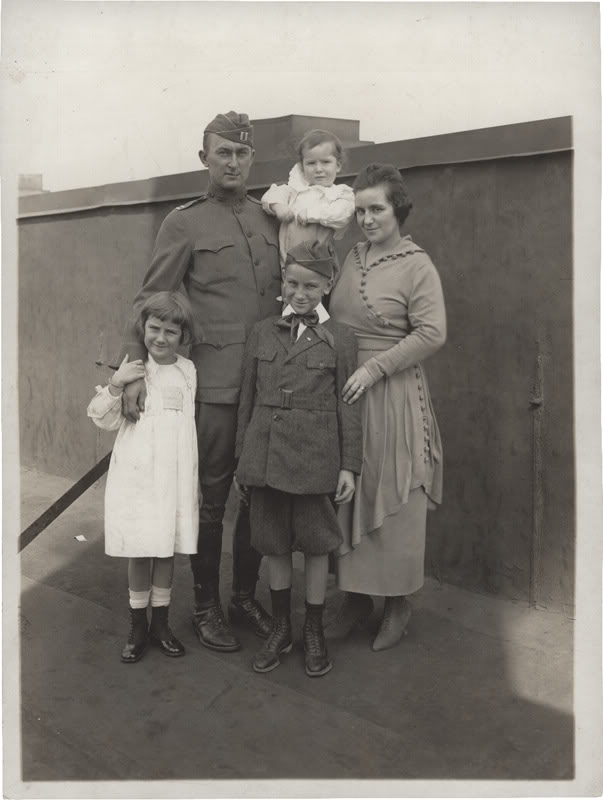
Cobb med hustrun Charlie och deras tre äldsta barn Ty Jr, Shirley och Herschel cirka 1917.

Cobb gifte sig i augusti 1908, efter att utan lov ha lämnat Detroit Tigers, med den fyra år yngre Charlotte "Charlie" Lombard (1890–1975), som var dotter till en framstående man i Augusta. När det inte var basebollsäsong bodde paret de första åren hos hennes far utanför Augusta, men i slutet av 1913 köpte de ett eget hus inne i staden. Huset var därefter familjens hem i 19 år. I januari 2017 sattes en minnesskylt upp utanför huset. 1932 flyttade familjen till Atherton i Kalifornien, som ligger mellan San Francisco och San Jose. Strax innan flytten ansökte Cobbs fru om skilsmässa, men hon tog tillbaka ansökan. Något senare köpte Cobb även ett hus vid Tahoesjön i Nevada.
Cobb och hans fru skilde sig 1947 efter 39 års äktenskap. Tillsammans fick de fem barn – Ty Jr (1910–1952), Shirley (1914–1991), Herschel (1916–1951), Beverly (1919–1998) och James, kallad Jimmy (1921–1996).
Cobb gifte om sig 1949, bara två år efter skilsmässan från Charlie, med den 23 år yngre Frances "Pansy" Cass (1909–2000), som var en frånskild tvåbarnsmor. Detta äktenskap, som var barnlöst, slutade med skilsmässa 1956.
Året efter skilsmässan flyttade Cobb tillbaka till Georgia och bosatte sig i Cornelia, drygt 40 kilometer nordväst om hans gamla hemstad Royston. Hans avsikt var att bygga ett hus i Royston, men de planerna förverkligades aldrig.
Cobb blev frimurare 1907 och nådde 32:a graden 1912.
Cobb hade huvudrollen i stumfilmen Somewhere in Georgia, som kom ut 1917. I den 30 minuter långa filmen spelar han sig själv i rollen som en basebollspelare från en småstad i Georgia som skriver på för Detroit Tigers. Han tvingas lämna flickan han älskar i Georgia, och hon uppvaktas då av en annan man. När Cobb återvänder för en uppvisningsmatch ser mannen till att Cobb kidnappas, men de illvilliga planerna kullkastas när Cobb bryter sig fri och klår upp sina fångvaktare. I slutet dyker han upp på planen i tid för att vinna matchen för sitt lag och även flickans hjärta. Cobb ska ha fått 25 000 dollar för sin insats i filmen, som inte spelades in i Georgia utan i New York och som inte spelade in mycket pengar alls. Ingen kopia av filmen finns bevarad.

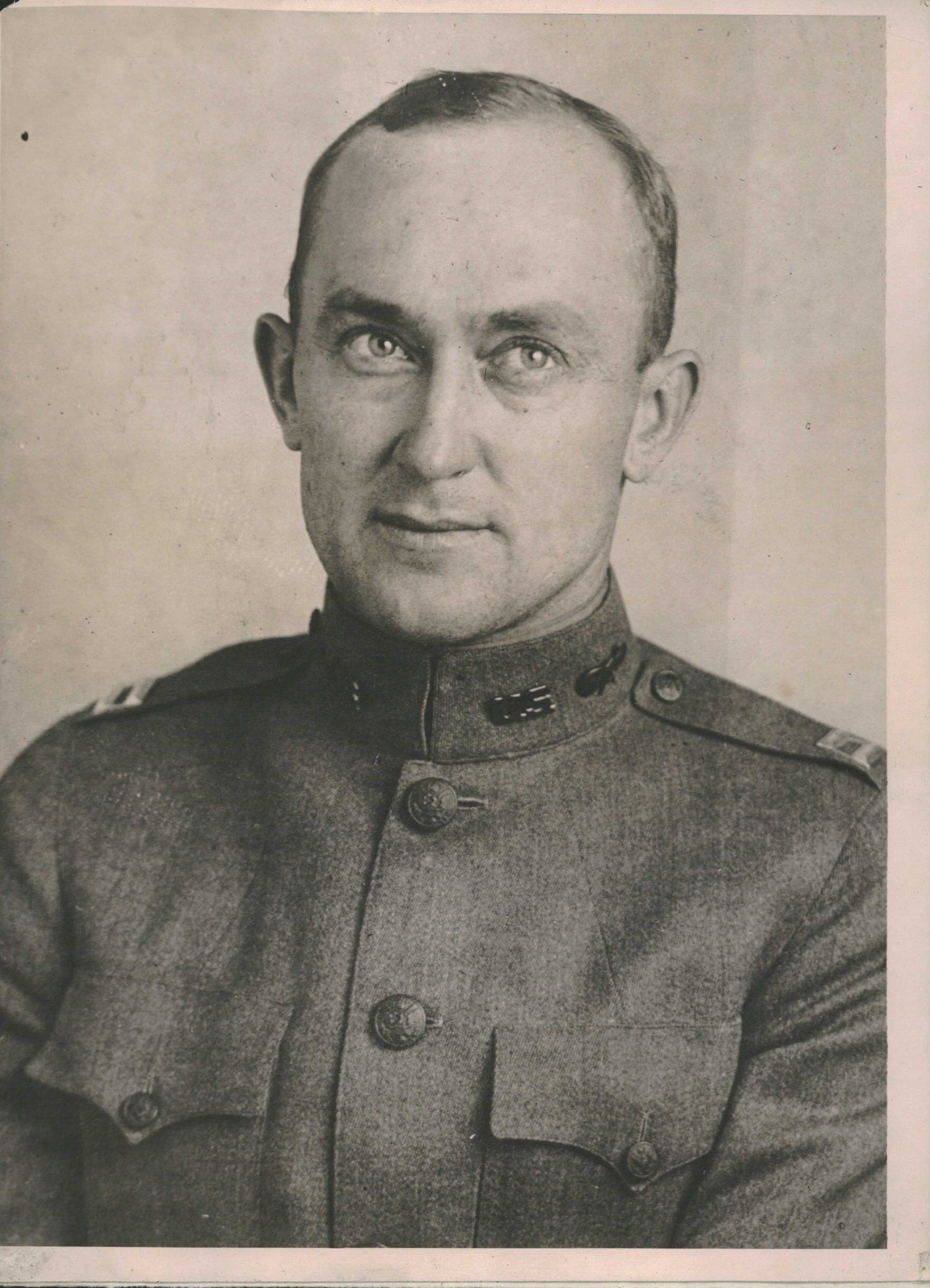
Cobb i USA:s armé 1918.

Efter 1918 års säsong gick Cobb med i Chemical Warfare Service, en nyligen bildad del av USA:s armé med inriktning mot de kemiska vapen som hade kommit till användning under första världskriget. Cobb, som egentligen hade beviljats undantag från tjänstgöring i kriget eftersom han försörjde fru och tre barn, skeppades över Atlanten och anlände som kapten till Chaumont i Frankrike den 2 november. Bara nio dagar senare slöts vapenstilleståndet i Compiègneskogen och Cobb hann aldrig delta i några strider. Under en övning som gick fel hade han dock inandats giftig gas och när han kom hem till USA meddelade han att han avslutade karriären. Han ändrade sig efter ett tag när han kände sig bättre.
Cobbs heta temperament ledde flera gånger till att han hamnade i bråk. Han ska vid ett tillfälle våren 1907, när Detroit Tigers hade försäsongsträning i Augusta i Georgia, ha attackerat en svart planskötare som kom fram och hälsade på honom, och när mannens fru kom för att hjälpa sin make, ska Cobb ha tagit stryptag på henne. Cobbs lagkamrat Boss Schmidt ska sedan ha hoppat på Cobb för att få honom att sluta strypa kvinnan. Den enda källan till denna händelse var dock Schmidt, som tyckte mycket illa om Cobb, och det är inte omöjligt att Schmidt hittade på det hela för att ställa Cobb i dålig dager. Året efter i Detroit attackerade Cobb en svart arbetare som klagade när Cobb trampade i nylagd asfalt, vilket ledde till att Cobb befanns skyldig till misshandel. Cobb slapp dock undan straff och betalade mannen 75 dollar i en uppgörelse. Enligt en källa utspelade sig händelsen 1907 och Cobb dömdes att betala 75 dollar i böter. En mer allvarlig händelse inträffade 1909 i Cleveland, då Cobb sent en natt hamnade i bråk med en hotellanställd man. Cobb ska ha haft en kniv och motståndaren en blydagg. För att undvika att bli gripen lämnade Cobb staden efter bråket. Senare nådde Cobb en uppgörelse med mannen och fick dessutom betala böter för ett mindre allvarligt brott i utbyte mot att han erkände. Den hotellanställde har ofta framställts som svart och det hela har utmålats som ett utslag av Cobbs rasism, men mannen var i själva verket vit. En annan omskriven händelse inträffade i augusti 1912 i Detroit. Cobb och hans fru blev då attackerade av tre män i ett rånförsök. Cobb började slåss med männen och erhöll ett mindre knivsår i ryggen. Händelsen rapporterades i pressen vid tidpunkten. Långt senare, i samband med arbetet med Cobbs självbiografi, ska Cobb ha uppgett för Al Stump att han dödade en av männen som attackerade honom. Till detta lade Stump i sin biografi över Cobb som publicerades 1994 att en oidentifierad kropp hade hittats i närheten. Vid kontroll av obduktionsprotokoll och tidningsartiklar från den tiden har det dock inte hittats några som helst spår av att en kropp skulle ha hittats i Detroit vid den aktuella tidpunkten. I juni 1914 i Detroit hamnade Cobb i bråk med en butiksinnehavare och dennes svåger över fisk som Cobbs fru hade beställt i butiken. Cobbs fru ansåg att fisken var dålig, men butiksinnehavaren tyckte att den var bra och vägrade ge pengarna åter. När Cobb fick höra talas om detta beväpnade han sig med en revolver och begav sig till butiken. Där tvingade han innehavaren att ringa Cobbs fru och be om ursäkt, men mannens svåger dök upp och hamnade i slagsmål med Cobb. Polis tillkallades och Cobb satt gripen över natten, men svågern ville inte göra någon anmälan och Cobb släpptes. Senare anmälde däremot butiksinnehavaren Cobb och i stället för att riskera sex månaders fängelse om målet prövades i rätten, ingick Cobb en uppgörelse som innebar att han erkände i utbyte mot att han slapp undan med 50 dollar i böter. Cobb bröt tummen i slagsmålet och missade 22 matcher för Tigers.
Cobb tjänade under sitt liv ihop till en mycket stor förmögenhet via olika investeringar, bland annat köpte han tidigt aktier i Coca-Cola och General Motors och såg sedan dessa stiga kraftigt i värde. Han köpte även tre Coca-Cola-fabriker. När han dog beräknades hans aktieportfölj ha varit värd cirka tolv miljoner dollar, en svindlande summa på den tiden. En del av förmögenheten avsatte han i slutet av sitt liv till välgörenhet. Han donerade 100 000 dollar till bygget av ett sjukhus i Royston, vilket fick namnet Cobb Memorial Hospital till minne av hans föräldrar. Sjukhuset, som hade 24 bäddar, stod färdigt i januari 1950. Under åren växte verksamheten och 1991 fick den namnet Ty Cobb Healthcare System. Som mest har verksamheten haft över 1 200 anställda. Cobb skapade också en stiftelse 1953 i syfte att ge stipendier till ekonomiskt utsatta collegestudenter i Georgia, och vid hans död åtta år senare testamenterade han en fjärdedel av sin kvarlåtenskap till stiftelsen.
På fritiden ägnade sig Cobb ofta åt golf, hästpolo, jakt och sportfiske.

## Statistik

### Som spelare

#### Major League Baseball

##### Grundserien
| År             | Klubb          | M     | PA     | AB     | R     | H     | XBH   | TB    | 2B  | 3B  | HR  | RBI   | BB    | IBB | SO | HBP | SB  | CS | AVG   | OBP   | SLG   | OPS   |
| -------------- | -------------- | ----- | ------ | ------ | ----- | ----- | ----- | ----- | --- | --- | --- | ----- | ----- | --- | -- | --- | --- | -- | ----- | ----- | ----- | ----- |
| 1905           | DET            | 41    | 164    | 150    | 19    | 36    | 7     | 45    | 6   | 0   | 1   | 15    | 10    | ?   | ?  | 0   | 2   | ?  | 0,240 | 0,288 | 0,300 | 0,588 |
| 1906           | DET            | 98    | 386    | 350    | 45    | 112   | 21    | 142   | 13  | 7   | 1   | 34    | 19    | ?   | ?  | 3   | 23  | ?  | 0,320 | 0,360 | 0,406 | 0,766 |
| 1907           | DET            | 150   | 646    | 605    | 97    | 212   | 47    | 283   | 28  | 14  | 5   | 119   | 24    | ?   | ?  | 5   | 49  | ?  | 0,350 | 0,380 | 0,468 | 0,848 |
| 1908           | DET            | 150   | 635    | 581    | 88    | 188   | 60    | 276   | 36  | 20  | 4   | 108   | 34    | ?   | ?  | 6   | 39  | ?  | 0,324 | 0,367 | 0,475 | 0,842 |
| 1909           | DET            | 156   | 651    | 573    | 116   | 216   | 52    | 296   | 33  | 10  | 9   | 107   | 48    | ?   | ?  | 6   | 76  | ?  | 0,377 | 0,431 | 0,517 | 0,948 |
| 1910           | DET            | 140   | 593    | 509    | 106   | 196   | 57    | 282   | 36  | 13  | 8   | 91    | 64    | ?   | ?  | 4   | 65  | ?  | 0,385 | 0,458 | 0,554 | 1,012 |
| 1911           | DET            | 146   | 654    | 591    | 147   | 248   | 79    | 367   | 47  | 24  | 8   | 127   | 44    | ?   | ?  | 8   | 83  | ?  | 0,420 | 0,467 | 0,621 | 1,088 |
| 1912           | DET            | 140   | 609    | 553    | 119   | 227   | 60    | 324   | 30  | 23  | 7   | 83    | 43    | ?   | ?  | 5   | 61  | ?  | 0,410 | 0,458 | 0,586 | 1,044 |
| 1913           | DET            | 122   | 501    | 428    | 70    | 167   | 38    | 229   | 18  | 16  | 4   | 67    | 58    | ?   | 31 | 4   | 51  | ?  | 0,390 | 0,467 | 0,535 | 1,002 |
| 1914           | DET            | 98    | 414    | 345    | 69    | 127   | 35    | 177   | 22  | 11  | 2   | 57    | 57    | ?   | 22 | 6   | 35  | 17 | 0,368 | 0,466 | 0,513 | 0,979 |
| 1915           | DET            | 156   | 700    | 563    | 144   | 208   | 47    | 274   | 31  | 13  | 3   | 99    | 118   | ?   | 43 | 10  | 96  | 38 | 0,369 | 0,486 | 0,487 | 0,973 |
| 1916           | DET            | 145   | 636    | 542    | 113   | 201   | 46    | 267   | 31  | 10  | 5   | 68    | 78    | ?   | 39 | 2   | 68  | 24 | 0,371 | 0,452 | 0,493 | 0,945 |
| 1917           | DET            | 152   | 669    | 588    | 107   | 225   | 74    | 335   | 44  | 24  | 6   | 102   | 61    | ?   | 34 | 4   | 55  | ?  | 0,383 | 0,444 | 0,570 | 1,014 |
| 1918           | DET            | 111   | 473    | 421    | 83    | 161   | 36    | 217   | 19  | 14  | 3   | 64    | 41    | ?   | 21 | 2   | 34  | ?  | 0,382 | 0,440 | 0,515 | 0,955 |
| 1919           | DET            | 124   | 545    | 497    | 92    | 191   | 50    | 256   | 36  | 13  | 1   | 70    | 38    | ?   | 22 | 1   | 28  | ?  | 0,384 | 0,429 | 0,515 | 0,944 |
| 1920           | DET            | 112   | 495    | 428    | 86    | 143   | 38    | 193   | 28  | 8   | 2   | 63    | 58    | ?   | 28 | 2   | 15  | 10 | 0,334 | 0,416 | 0,451 | 0,867 |
| 1921           | DET            | 128   | 581    | 507    | 124   | 197   | 65    | 302   | 37  | 16  | 12  | 101   | 56    | ?   | 19 | 3   | 22  | 15 | 0,389 | 0,452 | 0,596 | 1,048 |
| 1922           | DET            | 137   | 612    | 526    | 99    | 211   | 62    | 297   | 42  | 16  | 4   | 99    | 55    | ?   | 24 | 4   | 9   | 13 | 0,401 | 0,462 | 0,565 | 1,027 |
| 1923           | DET            | 145   | 647    | 556    | 103   | 189   | 53    | 261   | 40  | 7   | 6   | 88    | 66    | ?   | 14 | 3   | 9   | 10 | 0,340 | 0,413 | 0,469 | 0,882 |
| 1924           | DET            | 155   | 726    | 625    | 115   | 211   | 52    | 281   | 38  | 10  | 4   | 79    | 85    | ?   | 18 | 1   | 23  | 14 | 0,338 | 0,418 | 0,450 | 0,868 |
| 1925           | DET            | 121   | 490    | 415    | 97    | 157   | 55    | 248   | 31  | 12  | 12  | 102   | 65    | ?   | 12 | 5   | 13  | 9  | 0,378 | 0,468 | 0,598 | 1,066 |
| 1926           | DET            | 79    | 273    | 233    | 48    | 79    | 27    | 119   | 18  | 5   | 4   | 62    | 26    | ?   | 2  | 1   | 9   | 4  | 0,339 | 0,408 | 0,511 | 0,919 |
| 1927           | PHA            | 133   | 574    | 490    | 104   | 175   | 44    | 236   | 32  | 7   | 5   | 93    | 67    | ?   | 12 | 5   | 22  | 16 | 0,357 | 0,440 | 0,482 | 0,922 |
| 1928           | PHA            | 95    | 393    | 353    | 55    | 114   | 32    | 152   | 27  | 4   | 1   | 40    | 34    | ?   | 16 | 4   | 5   | 8  | 0,323 | 0,389 | 0,431 | 0,820 |
| Totalt (24 år) | Totalt (24 år) | 3 034 | 13 067 | 11 429 | 2 246 | 4 191 | 1 137 | 5 859 | 723 | 297 | 117 | 1 938 | 1 249 | ?   | ?  | 94  | 892 | ?  | 0,367 | 0,433 | 0,513 | 0,946 |

     Bäst i Major League Baseball
     Bäst i American League
     Sämst i Major League Baseball
     Sämst i American League
1. ↑  165 enligt Baseball-Reference.com
2. ↑  151 enligt Baseball-Reference.com
3. ↑  23 enligt Baseball-Reference.com
4. ↑  0,238 enligt Baseball-Reference.com
5. ↑  0,286 enligt Baseball-Reference.com
6. ↑  0,298 enligt Baseball-Reference.com
7. ↑  0,584 enligt Baseball-Reference.com
8. ↑  394 enligt Baseball-Reference.com
9. ↑  358 enligt Baseball-Reference.com
10. ↑  113 enligt Baseball-Reference.com
11. ↑  141 enligt Baseball-Reference.com
12. ↑  15 enligt Baseball-Reference.com
13. ↑  5 enligt Baseball-Reference.com
14. ↑  41 enligt Baseball-Reference.com
15. ↑  40 enligt Baseball-Reference.com
16. ↑  0,316 enligt Baseball-Reference.com
17. ↑  0,355 enligt Baseball-Reference.com
18. ↑  0,394 enligt Baseball-Reference.com
19. ↑  0,749 enligt Baseball-Reference.com
20. ↑  642 enligt Baseball-Reference.com
21. ↑  99 enligt Baseball-Reference.com
22. ↑  55 enligt Baseball-Reference.com
23. ↑  53 enligt Baseball-Reference.com
24. ↑  580 enligt Baseball-Reference.com
25. ↑  42 enligt Baseball-Reference.com
26. ↑  0,368 enligt Baseball-Reference.com
27. ↑  0,476 enligt Baseball-Reference.com
28. ↑  0,844 enligt Baseball-Reference.com
29. ↑  655 enligt Baseball-Reference.com
30. ↑  115 enligt Baseball-Reference.com
31. ↑  45 enligt Baseball-Reference.com
32. ↑  0,947 enligt Baseball-Reference.com
33. ↑  598 enligt Baseball-Reference.com
34. ↑  508 enligt Baseball-Reference.com
35. ↑  194 enligt Baseball-Reference.com
36. ↑  56 enligt Baseball-Reference.com
37. ↑  279 enligt Baseball-Reference.com
38. ↑  35 enligt Baseball-Reference.com
39. ↑  46 enligt Baseball-Reference.com
40. ↑  0,382 enligt Baseball-Reference.com (näst bäst i AL)
41. ↑  0,455 enligt Baseball-Reference.com
42. ↑  0,549 enligt Baseball-Reference.com
43. ↑  1,004 enligt Baseball-Reference.com
44. ↑  656 enligt Baseball-Reference.com
45. ↑  592 enligt Baseball-Reference.com
46. ↑  148 enligt Baseball-Reference.com
47. ↑  42 enligt Baseball-Reference.com
48. ↑  0,419 enligt Baseball-Reference.com
49. ↑  0,466 enligt Baseball-Reference.com
50. ↑  0,620 enligt Baseball-Reference.com
51. ↑  1,086 enligt Baseball-Reference.com
52. ↑  610 enligt Baseball-Reference.com
53. ↑  226 enligt Baseball-Reference.com
54. ↑  323 enligt Baseball-Reference.com
55. ↑  30 enligt Baseball-Reference.com
56. ↑  34 enligt Baseball-Reference.com (sämst i MLB)
57. ↑  0,409 enligt Baseball-Reference.com
58. ↑  0,456 enligt Baseball-Reference.com
59. ↑  0,584 enligt Baseball-Reference.com
60. ↑  1,040 enligt Baseball-Reference.com
61. ↑  504 enligt Baseball-Reference.com
62. ↑  429 enligt Baseball-Reference.com
63. ↑  0,389 enligt Baseball-Reference.com
64. ↑  0,466 enligt Baseball-Reference.com
65. ↑  0,534 enligt Baseball-Reference.com
66. ↑  1,000 enligt Baseball-Reference.com
67. ↑  415 enligt Baseball-Reference.com
68. ↑  701 enligt Baseball-Reference.com
69. ↑  637 enligt Baseball-Reference.com
70. ↑  543 enligt Baseball-Reference.com
71. ↑  0,370 enligt Baseball-Reference.com
72. ↑  0,451 enligt Baseball-Reference.com
73. ↑  0,492 enligt Baseball-Reference.com
74. ↑  0,943 enligt Baseball-Reference.com
75. ↑  671 enligt Baseball-Reference.com
76. ↑  106 enligt Baseball-Reference.com
77. ↑  474 enligt Baseball-Reference.com
78. ↑  81 enligt Baseball-Reference.com
79. ↑  62 enligt Baseball-Reference.com
80. ↑  548 enligt Baseball-Reference.com
81. ↑  498 enligt Baseball-Reference.com
82. ↑  67 enligt Baseball-Reference.com
83. ↑  0,428 enligt Baseball-Reference.com
84. ↑  0,514 enligt Baseball-Reference.com
85. ↑  0,942 enligt Baseball-Reference.com
86. ↑  496 enligt Baseball-Reference.com
87. ↑  87 enligt Baseball-Reference.com
88. ↑  582 enligt Baseball-Reference.com
89. ↑  613 enligt Baseball-Reference.com
90. ↑  1,026 enligt Baseball-Reference.com
91. ↑  648 enligt Baseball-Reference.com
92. ↑  727 enligt Baseball-Reference.com
93. ↑  114 enligt Baseball-Reference.com
94. ↑  2 enligt Baseball-Reference.com
95. ↑  0,867 enligt Baseball-Reference.com
96. ↑  492 enligt Baseball-Reference.com
97. ↑  4 enligt Baseball-Reference.com
98. ↑  0 enligt Baseball-Reference.com
99. ↑  0,918 enligt Baseball-Reference.com
100. ↑  3 enligt Baseball-Reference.com
101. ↑  19 enligt Baseball-Reference.com
102. ↑  0,921 enligt Baseball-Reference.com
103. ↑  54 enligt Baseball-Reference.com
104. ↑  0 enligt Baseball-Reference.com
105. ↑  6 enligt Baseball-Reference.com
106. ↑  0,819 enligt Baseball-Reference.com
107. ↑  13 103 enligt Baseball-Reference.com
108. ↑  11 440 enligt Baseball-Reference.com
109. ↑  2 245 enligt Baseball-Reference.com
110. ↑  4 189 enligt Baseball-Reference.com
111. ↑  1 136 enligt Baseball-Reference.com
112. ↑  5 854 enligt Baseball-Reference.com
113. ↑  724 enligt Baseball-Reference.com
114. ↑  295 enligt Baseball-Reference.com
115. ↑  1 944 enligt Baseball-Reference.com
116. ↑  680 enligt Baseball-Reference.com
117. ↑  897 enligt Baseball-Reference.com
118. ↑  0,366 enligt Baseball-Reference.com
119. ↑  0,512 enligt Baseball-Reference.com
120. ↑  0,944 enligt Baseball-Reference.com

##### World Series
| År            | Klubb         | M  | PA | AB | R | H  | XBH | TB | 2B | 3B | HR | RBI | BB | IBB | SO | HBP | SB | CS | AVG   | OBP | SLG   | OPS |
| ------------- | ------------- | -- | -- | -- | - | -- | --- | -- | -- | -- | -- | --- | -- | --- | -- | --- | -- | -- | ----- | --- | ----- | --- |
| 1907          | DET           | 5  | 20 | 20 | 1 | 4  | 1   | 6  | 0  | 1  | 0  | 0   | 0  | 0   | 3  | ?   | 0  | ?  | 0,200 | ?   | 0,300 | ?   |
| 1908          | DET           | 5  | 20 | 19 | 3 | 7  | 1   | 8  | 1  | 0  | 0  | 4   | 1  | ?   | 2  | ?   | 2  | ?  | 0,368 | ?   | 0,421 | ?   |
| 1909          | DET           | 7  | 28 | 26 | 3 | 6  | 3   | 9  | 3  | 0  | 0  | 5   | 2  | ?   | 2  | ?   | 2  | ?  | 0,231 | ?   | 0,346 | ?   |
| Totalt (3 år) | Totalt (3 år) | 17 | 68 | 65 | 7 | 17 | 5   | 23 | 4  | 1  | 0  | 9   | 3  | ?   | 7  | ?   | 4  | ?  | 0,262 | ?   | 0,354 | ?   |

1. ↑  21 enligt Baseball-Reference.com
2. ↑  1 enligt Baseball-Reference.com
3. ↑  0,238 enligt Baseball-Reference.com
4. ↑  0,538 enligt Baseball-Reference.com
5. ↑  21 enligt Baseball-Reference.com
6. ↑  0 enligt Baseball-Reference.com
7. ↑  0 enligt Baseball-Reference.com
8. ↑  0,400 enligt Baseball-Reference.com
9. ↑  0,821 enligt Baseball-Reference.com
10. ↑  29 enligt Baseball-Reference.com
11. ↑  0 enligt Baseball-Reference.com
12. ↑  1 enligt Baseball-Reference.com
13. ↑  0,310 enligt Baseball-Reference.com
14. ↑  0,656 enligt Baseball-Reference.com
15. ↑  71 enligt Baseball-Reference.com
16. ↑  0 enligt Baseball-Reference.com
17. ↑  2 enligt Baseball-Reference.com
18. ↑  0,314 enligt Baseball-Reference.com
19. ↑  0,668 enligt Baseball-Reference.com

### Som tränare

#### Major League Baseball

##### Grundserien
| År            | Klubb         | M   | V   | F   | O  | V%    | RS    | RA    | Plac.      | GB   |
| ------------- | ------------- | --- | --- | --- | -- | ----- | ----- | ----- | ---------- | ---- |
| 1921          | DET           | 154 | 71  | 82  | 1  | 0,464 | 887   | 852   | 6:a (av 8) | 27   |
| 1922          | DET           | 155 | 79  | 75  | 1  | 0,513 | 828   | 791   | 3:a (av 8) | 15   |
| 1923          | DET           | 155 | 83  | 71  | 1  | 0,539 | 831   | 741   | 2:a (av 8) | 16   |
| 1924          | DET           | 156 | 86  | 68  | 2  | 0,558 | 849   | 796   | 3:a (av 8) | 6    |
| 1925          | DET           | 156 | 81  | 73  | 2  | 0,526 | 903   | 829   | 4:a (av 8) | 16,5 |
| 1926          | DET           | 157 | 79  | 75  | 3  | 0,513 | 793   | 830   | 6:a (av 8) | 12   |
| Totalt (6 år) | Totalt (6 år) | 933 | 479 | 444 | 10 | 0,519 | 5 091 | 4 839 | –          | –    |

1. ↑  851 enligt Baseball-Reference.com
2. ↑  789 enligt Baseball-Reference.com
3. ↑  833 enligt Baseball-Reference.com
4. ↑  794 enligt Baseball-Reference.com
5. ↑  828 enligt Baseball-Reference.com
6. ↑  825 enligt Baseball-Reference.com
7. ↑  5 093 enligt Baseball-Reference.com
8. ↑  4 828 enligt Baseball-Reference.com

##### World Series
Detroit Tigers kvalificerade sig inte för World Series under de år som Cobb var klubbens spelande tränare.

## Rekord
Det sägs att Cobb innehade runt 90 MLB-rekord när han avslutade karriären. I tabellen nedan anges några av dem och när de slogs, om så har skett.
| Kategori                                         | Rekord           | Slaget av        | År   |
| ------------------------------------------------ | ---------------- | ---------------- | ---- |
| Säsonger med högst slaggenomsnitt i ligan        | 12               | Ej slaget        | –    |
| Säsonger med ett slaggenomsnitt på minst 0,300   | 23               | Ej slaget        | –    |
| Slaggenomsnitt under tre säsonger i rad          | 0,408            | Ej slaget        | –    |
| Säsonger med flest hits i ligan                  | 8                | Ej slaget        | –    |
| Hits under en månad                              | 68               | Ej slaget        | –    |
| Matcher av en outfielder under karriären         | 2 934            | Ej slaget        | –    |
| Säsonger med minst en homerun                    | 24               | Rickey Henderson | 2003 |
| Poäng under karriären                            | 2 246            | Rickey Henderson | 2001 |
| Hits under karriären                             | 4 191            | Pete Rose        | 1985 |
| Singles under karriären                          | 3 054            | Pete Rose        | 1984 |
| Säsonger med minst 200 hits                      | 9                | Pete Rose        | 1979 |
| Matcher under karriären                          | 3 034            | Hank Aaron       | 1974 |
| Plate appearances under karriären                | 13 067           | Hank Aaron       | 1974 |
| At bats under karriären                          | 11 429           | Hank Aaron       | 1974 |
| Total bases under karriären                      | 5 859            | Stan Musial      | 1962 |
| Yngst att ha högst slaggenomsnitt i ligan        | 20 år, 292 dagar | Al Kaline        | 1955 |
| Slaggenomsnitt under karriären                   | 0,367            | Josh Gibson      | 1944 |
| Runs batted in under karriären                   | 1 938            | Babe Ruth        | 1932 |
| Extra-base hits under karriären                  | 1 137            | Babe Ruth        | 1931 |
| Säsonger med högst on-base plus slugging i ligan | 10               | Babe Ruth        | 1929 |

1. ↑  11 enligt Baseball-Reference.com[2]
2. ↑  0,407 enligt Baseball-Reference.com[64]
3. ↑  Dock tangerat av Willard Brown
4. ↑  Browns rekord blev inte officiellt förrän 2024[134]
5. ↑  2 245 enligt Baseball-Reference.com
6. ↑  4 189 enligt Baseball-Reference.com
7. ↑  3 053 enligt Baseball-Reference.com
8. ↑  13 103 enligt Baseball-Reference.com
9. ↑  1975 enligt Baseball-Reference.com
10. ↑  11 440 enligt Baseball-Reference.com
11. ↑  5 854 enligt Baseball-Reference.com
12. ↑  0,366 enligt Baseball-Reference.com
13. ↑  När Gibson nådde 1 800 at bats
14. ↑  Gibsons rekord blev inte officiellt förrän 2024[134]
15. ↑  1 944 enligt Baseball-Reference.com
16. ↑  1 136 enligt Baseball-Reference.com